# Liste des églises de Meurthe-et-Moselle
La liste des églises de Meurthe-et-Moselle vise à situer les églises du département français de Meurthe-et-Moselle. Il est fait état des diverses protections dont elles peuvent bénéficier, et notamment les inscriptions et classements au titre des monuments historiques.
En ce qui concerne le culte catholique, toutes les églises sont situées dans le diocèse de Nancy-Toul.

## Statistiques

### Nombres
Le département de Meurthe-et-Moselle comprend 591 communes au 1er janvier 2021.
Depuis 2022, le diocèse de Nancy-Toul compte 55 paroisses.

## Classement
Le classement ci-après se fait par commune selon l'ordre alphabétique.
Il est fait état des diverses protections dont elles peuvent bénéficier, et notamment les inscriptions et classements au titre des monuments historiques.

## Liste

### Église catholique
| Église                                                                          | Commune                    | Adresse | Coordonnées                      | Notice         | Protection                                                                               | Date        | Illustration                                                     |
| ------------------------------------------------------------------------------- | -------------------------- | ------- | -------------------------------- | -------------- | ---------------------------------------------------------------------------------------- | ----------- | ---------------------------------------------------------------- |
| Église de la Nativité-de-la-Vierge d'Abaucourt                                  | Abaucourt                  |         | 48° 53′ 48″ nord, 6° 15′ 26″ est |                |                                                                                          |             | Église de la Nativité-de-la-Vierge d'Abaucourt                   |
| Église de la Nativité-de-la-Vierge d'Abbéville-lès-Conflans                     | Abbéville-lès-Conflans     |         | 49° 11′ 52″ nord, 5° 50′ 44″ est | « IA00034960 » |                                                                                          |             | Église de la Nativité-de-la-Vierge d'Abbéville-lès-Conflans      |
| Église Saint-Pierre-et-Saint-Paul d'Aboncourt                                   | Aboncourt                  |         | 48° 21′ 27″ nord, 5° 58′ 02″ est |                |                                                                                          |             | Église Saint-Pierre-et-Saint-Paul d'Aboncourt                    |
| Église Saint-Barthélemy d'Affléville                                            | Affléville                 |         | 49° 16′ 12″ nord, 5° 45′ 45″ est | « IA00034973 » |                                                                                          |             | Église Saint-Barthélemy d'Affléville                             |
| Église Sainte-Libaire d'Affracourt                                              | Affracourt                 |         | 48° 27′ 42″ nord, 6° 10′ 13″ est |                |                                                                                          |             | Église Sainte-Libaire d'Affracourt                               |
| Église de l'Assomption d'Agincourt                                              | Agincourt                  |         | 48° 44′ 00″ nord, 6° 14′ 17″ est |                |                                                                                          |             | Église de l'Assomption d'Agincourt                               |
| Église Saint-Médard d'Aingeray                                                  | Aingeray                   |         | 48° 44′ 19″ nord, 6° 00′ 08″ est |                |                                                                                          |             | Église Saint-Médard d'Aingeray                                   |
| Église Saint-Maurice d'Allain                                                   | Allain                     |         | 48° 32′ 59″ nord, 5° 54′ 39″ est |                |                                                                                          |             | Église Saint-Maurice d'Allain                                    |
| Église Saint-Hilaire d'Allamont                                                 | Allamont                   |         | 49° 07′ 26″ nord, 5° 45′ 50″ est | « IA00034981 » |                                                                                          |             | Église Saint-Hilaire d'Allamont                                  |
| Église Saint-Pierre de Dompierre                                                | Allamont                   |         | 49° 07′ 43″ nord, 5° 47′ 04″ est |                |                                                                                          |             | Église Saint-Pierre de Dompierre                                 |
| Église Saint-Pierre-Saint-Paul d'Allamps                                        | Allamps                    |         | 48° 32′ 52″ nord, 5° 48′ 35″ est | « PA00105988 » | Inscrit MH                                                                               | 1926        | Église Saint-Pierre-Saint-Paul d'Allamps                         |
| Église Saint-Pierre d'Allondrelle                                               | Allondrelle-la-Malmaison   |         | 49° 30′ 34″ nord, 5° 33′ 58″ est | « IA00052585 » |                                                                                          |             | Église Saint-Pierre d'Allondrelle                                |
| Église Saint-Nicolas de la Malmaison                                            | Allondrelle-la-Malmaison   |         | 49° 30′ 55″ nord, 5° 34′ 50″ est |                |                                                                                          |             | Église Saint-Nicolas de la Malmaison                             |
| Église Saint-Jean-Baptiste d'Amance                                             | Amance                     |         | 48° 45′ 14″ nord, 6° 16′ 50″ est | « PA00105989 » | Classé MH                                                                                | 1919        | Église Saint-Jean-Baptiste d'Amance                              |
| Église Saint-Clément d'Amenoncourt                                              | Amenoncourt                |         | 48° 37′ 39″ nord, 6° 47′ 20″ est |                |                                                                                          |             | Église Saint-Clément d'Amenoncourt                               |
| Église Saint-Martin d'Ancerviller                                               | Ancerviller                |         | 48° 31′ 57″ nord, 6° 50′ 09″ est |                |                                                                                          |             | Église Saint-Martin d'Ancerviller                                |
| Église Saint-Étienne d'Anderny                                                  | Anderny                    |         | 49° 20′ 08″ nord, 5° 52′ 56″ est | « IA00035544 » |                                                                                          |             | Église Saint-Étienne d'Anderny                                   |
| Église Saint-Martin d'Andilly                                                   | Andilly                    |         | 48° 45′ 58″ nord, 5° 52′ 52″ est |                |                                                                                          |             | Église Saint-Martin d'Andilly                                    |
| Église Saint-Clément d'Angomont                                                 | Angomont                   |         | 48° 30′ 57″ nord, 6° 56′ 52″ est |                |                                                                                          |             | Église Saint-Clément d'Angomont                                  |
| Église Saint-Paulin d'Anoux                                                     | Anoux                      |         | 49° 16′ 30″ nord, 5° 52′ 04″ est | « IA00035243 » |                                                                                          |             | Église Saint-Paulin d'Anoux                                      |
| Église de l'Assomption d'Ansauville                                             | Ansauville                 |         | 48° 49′ 17″ nord, 5° 49′ 37″ est |                |                                                                                          |             | Église de l'Assomption d'Ansauville                              |
| Église Saint-Pierre d'Anthelupt                                                 | Anthelupt                  |         | 48° 36′ 35″ nord, 6° 24′ 48″ est |                |                                                                                          |             | Église Saint-Pierre d'Anthelupt                                  |
| Église Saint-Paul d'Armaucourt                                                  | Armaucourt                 |         | 48° 48′ 58″ nord, 6° 18′ 17″ est |                |                                                                                          |             | Église Saint-Paul d'Armaucourt                                   |
| Église Saint-Étienne d'Arnaville                                                | Arnaville                  |         | 49° 00′ 41″ nord, 6° 01′ 53″ est |                |                                                                                          |             | Église Saint-Étienne d'Arnaville                                 |
| Église Saint-Maurice d'Arracourt                                                | Arracourt                  |         | 48° 43′ 28″ nord, 6° 32′ 08″ est |                |                                                                                          |             | Église Saint-Maurice d'Arracourt                                 |
| Église Saint-Étienne d'Arraye-et-Han                                            | Arraye-et-Han              |         | 48° 49′ 55″ nord, 6° 19′ 40″ est |                |                                                                                          |             | Église Saint-Étienne d'Arraye-et-Han                             |
| Église Saint-Aignan d'Art-sur-Meurthe                                           | Art-sur-Meurthe            |         | 48° 39′ 23″ nord, 6° 15′ 51″ est |                |                                                                                          |             | Église Saint-Aignan d'Art-sur-Meurthe                            |
| Abbatiale de la Chartreuse de Bosserville                                       | Art-sur-Meurthe            |         | 48° 39′ 49″ nord, 6° 14′ 40″ est |                |                                                                                          |             | Abbatiale de la Chartreuse de Bosserville                        |
| Église Saint-Rémy de Bosserville                                                | Art-sur-Meurthe            |         | 48° 39′ 50″ nord, 6° 14′ 29″ est |                |                                                                                          |             | Église Saint-Rémy de Bosserville                                 |
| Église Saints-Pierre-et-Paul d'Athienville                                      | Athienville                |         | 48° 42′ 52″ nord, 6° 29′ 16″ est |                |                                                                                          |             | Église Saints-Pierre-et-Paul d'Athienville                       |
| Église Saint-Germain d'Atton                                                    | Atton                      |         | 48° 53′ 27″ nord, 6° 05′ 23″ est |                |                                                                                          |             | Église Saint-Germain d'Atton                                     |
| Église Saint-Jean-Baptiste d'Auboué                                             | Auboué                     |         | 49° 12′ 46″ nord, 5° 58′ 22″ est | « IA00034889 » |                                                                                          |             | Église Saint-Jean-Baptiste d'Auboué                              |
| Église Saint-Laurent d'Audun-le-Roman                                           | Audun-le-Roman             |         | 49° 22′ 11″ nord, 5° 53′ 43″ est |                |                                                                                          |             | Église Saint-Laurent d'Audun-le-Roman                            |
| Église Saint-Clément d'Autrepierre                                              | Autrepierre                |         | 48° 36′ 39″ nord, 6° 47′ 59″ est |                |                                                                                          |             | Église Saint-Clément d'Autrepierre                               |
| Église Saint-André d'Autreville-sur-Moselle                                     | Autreville-sur-Moselle     |         | 48° 49′ 19″ nord, 6° 07′ 02″ est |                |                                                                                          |             | Église Saint-André d'Autreville-sur-Moselle                      |
| Église de la Nativité-de-la-Vierge d'Autrey                                     | Autrey                     |         | 48° 31′ 56″ nord, 6° 07′ 49″ est | « IA54001048 » |                                                                                          |             | Église de la Nativité-de-la-Vierge d'Autrey                      |
| Église Saint-Laurent d'Avillers                                                 | Avillers                   |         | 49° 19′ 19″ nord, 5° 44′ 06″ est | « IA00035559 » |                                                                                          |             | Église Saint-Laurent d'Avillers                                  |
| Église Saint-Pierre d'Avrainville                                               | Avrainville                |         | 48° 46′ 23″ nord, 5° 56′ 20″ est |                |                                                                                          |             | Église Saint-Pierre d'Avrainville                                |
| Église Saint-Jacques d'Avricourt                                                | Avricourt                  |         | 48° 38′ 43″ nord, 6° 48′ 22″ est |                |                                                                                          |             | Église Saint-Jacques d'Avricourt                                 |
| Église de l'Assomption d'Avril                                                  | Avril                      |         | 49° 17′ 13″ nord, 5° 57′ 46″ est | « IA00035261 » |                                                                                          |             | Église de l'Assomption d'Avril                                   |
| Église Saint-Laurent d'Azelot                                                   | Azelot                     |         | 48° 35′ 14″ nord, 6° 13′ 57″ est | « PA00105994 » | Inscrit MH Chapelle Sud                                                                  | 1984        | Église Saint-Laurent d'Azelot                                    |
| Église Saint-Laurent d'Azerailles                                               | Azerailles                 |         | 48° 29′ 17″ nord, 6° 41′ 40″ est |                |                                                                                          |             | Image manquante Téléverser                                       |
| Église Saint-Rémy de Baccarat                                                   | Baccarat                   |         | 48° 26′ 54″ nord, 6° 44′ 20″ est | « PA54000078 » | Classé MH                                                                                | 2013        | Église Saint-Rémy de Baccarat                                    |
| Église Saint-Joseph de Badménil                                                 | Baccarat                   |         | 48° 27′ 02″ nord, 6° 42′ 48″ est |                |                                                                                          |             | Église Saint-Joseph de Badménil                                  |
| Église Saint-Remy de Bagneux                                                    | Bagneux                    |         | 48° 33′ 29″ nord, 5° 52′ 47″ est |                |                                                                                          |             | Église Saint-Remy de Bagneux                                     |
| Église Saint-Maurice de Bainville-aux-Miroirs                                   | Bainville-aux-Miroirs      |         | 48° 26′ 24″ nord, 6° 16′ 45″ est |                |                                                                                          |             | Église Saint-Maurice de Bainville-aux-Miroirs                    |
| Église Saint-Martin de Bainville-sur-Madon                                      | Bainville-sur-Madon        |         | 48° 35′ 15″ nord, 6° 05′ 50″ est |                |                                                                                          |             | Église Saint-Martin de Bainville-sur-Madon                       |
| Église Saint-Luc de Barbas                                                      | Barbas                     |         | 48° 34′ 30″ nord, 6° 50′ 44″ est |                |                                                                                          |             | Image manquante Téléverser                                       |
| Église Saint-Remy de Barbonville                                                | Barbonville                |         | 48° 33′ 17″ nord, 6° 20′ 42″ est |                |                                                                                          |             | Église Saint-Remy de Barbonville                                 |
| Église de la Nativité-de-la-Vierge de Barisey-au-Plain                          | Barisey-au-Plain           |         | 48° 31′ 30″ nord, 5° 50′ 31″ est |                |                                                                                          |             | Église de la Nativité-de-la-Vierge de Barisey-au-Plain           |
| Église Saint-Jean-Baptiste de Barisey-la-Côte                                   | Barisey-la-Côte            |         | 48° 32′ 39″ nord, 5° 50′ 24″ est | « PA00105996 » | Inscrit MH                                                                               | 1926        | Église Saint-Jean-Baptiste de Barisey-la-Côte                    |
| Église Saints-Pierre-et-Paul de Baslieux                                        | Baslieux                   |         | 49° 25′ 59″ nord, 5° 45′ 33″ est | « PA00105997 » | Inscrit MH                                                                               | 1984        | Église Saints-Pierre-et-Paul de Baslieux                         |
| Église Saint-Jean-Baptiste de Bathelémont                                       | Bathelémont                |         | 48° 41′ 30″ nord, 6° 31′ 28″ est |                |                                                                                          |             | Église Saint-Jean-Baptiste de Bathelémont                        |
| Église Saint-Pierre-Saint-Paul de Batilly                                       | Batilly                    |         | 49° 10′ 20″ nord, 5° 58′ 04″ est |                |                                                                                          |             | Église Saint-Pierre-Saint-Paul de Batilly                        |
| Église Saint-Germain de Battigny                                                | Battigny                   |         | 48° 26′ 55″ nord, 5° 58′ 31″ est | « PA00105998 » | Inscrit MH                                                                               | 2013        | Église Saint-Germain de Battigny                                 |
| Église Saint-Martin de Bauzemont                                                | Bauzemont                  |         | 48° 40′ 21″ nord, 6° 31′ 36″ est |                |                                                                                          |             | Église Saint-Martin de Bauzemont                                 |
| Église Saint-Martin de Bayon                                                    | Bayon                      |         | 48° 28′ 36″ nord, 6° 18′ 41″ est | « PA54000073 » | Inscrit MH                                                                               | 2012        | Église Saint-Martin de Bayon                                     |
| Église Saint-Julien de Bayonville-sur-Mad                                       | Bayonville-sur-Mad         |         | 49° 00′ 53″ nord, 5° 59′ 25″ est |                |                                                                                          |             | Église Saint-Julien de Bayonville-sur-Mad                        |
| Église Saint-Martin de Bazailles                                                | Bazailles                  |         | 49° 24′ 27″ nord, 5° 45′ 48″ est | « IA00048838 » |                                                                                          |             | Église Saint-Martin de Bazailles                                 |
| Église Saint-Laurent de Beaumont                                                | Beaumont                   |         | 48° 51′ 07″ nord, 5° 47′ 14″ est |                |                                                                                          |             | Église Saint-Laurent de Beaumont                                 |
| Église Saint-Pierre-et-Saint-Paul de Morey                                      | Belleau                    |         | 48° 49′ 39″ nord, 6° 09′ 45″ est | « PA00106095 » | Classé MH                                                                                | 1930        | Église Saint-Pierre-et-Saint-Paul de Morey                       |
| Église Sainte-Madeleine de Belleau                                              | Belleau                    |         | 48° 49′ 50″ nord, 6° 10′ 47″ est |                |                                                                                          |             | Église Sainte-Madeleine de Belleau                               |
| Église Sainte-Madeleine de Serrières                                            | Belleau                    |         | 48° 50′ 30″ nord, 6° 11′ 15″ est |                |                                                                                          |             | Église Sainte-Madeleine de Serrières                             |
| Église Saint-Étienne de Manoncourt-sur-Seille                                   | Belleau                    |         | 48° 52′ 34″ nord, 6° 11′ 47″ est |                |                                                                                          |             | Église Saint-Étienne de Manoncourt-sur-Seille                    |
| Église de l'Assomption de Lixières                                              | Belleau                    |         | 48° 51′ 16″ nord, 6° 11′ 55″ est |                |                                                                                          |             | Église de l'Assomption de Lixières                               |
| Église Saint-Étienne de Belleville                                              | Belleville                 |         | 48° 49′ 04″ nord, 6° 05′ 50″ est | « PA54000060 » | Inscrit MH                                                                               | 2004        | Église Saint-Étienne de Belleville                               |
| Église Saint-Martin de Benney                                                   | Benney                     |         | 48° 30′ 44″ nord, 6° 13′ 13″ est |                |                                                                                          |             | Église Saint-Martin de Benney                                    |
| Église Saint-Georges de Bernécourt                                              | Bernécourt                 |         | 48° 50′ 33″ nord, 5° 50′ 37″ est |                |                                                                                          |             | Église Saint-Georges de Bernécourt                               |
| Église Saint-Florent de Bertrambois                                             | Bertrambois                |         | 48° 36′ 18″ nord, 6° 59′ 08″ est |                |                                                                                          |             | Église Saint-Florent de Bertrambois                              |
| Église Saint-Jean-Baptiste de Bertrichamps                                      | Bertrichamps               |         | 48° 25′ 47″ nord, 6° 47′ 35″ est |                |                                                                                          |             | Église Saint-Jean-Baptiste de Bertrichamps                       |
| Église Saint-Maurice de Bettainvillers                                          | Bettainvillers             |         | 49° 17′ 57″ nord, 5° 54′ 15″ est | « IA00035565 » |                                                                                          |             | Église Saint-Maurice de Bettainvillers                           |
| Église Saint-Remy de Beuveille                                                  | Beuveille                  |         | 49° 25′ 54″ nord, 5° 41′ 18″ est | « IA00052600 » |                                                                                          |             | Église Saint-Remy de Beuveille                                   |
| Église Saint-Georges de Beuvezin                                                | Beuvezin                   |         | 48° 22′ 46″ nord, 5° 57′ 34″ est |                |                                                                                          |             | Église Saint-Georges de Beuvezin                                 |
| Église de l'Assomption-de-la-Très-Sainte-Vierge de Beuvillers                   | Beuvillers                 |         | 49° 23′ 00″ nord, 5° 54′ 56″ est | « IA00035572 » |                                                                                          |             | Église de l'Assomption-de-la-Très-Sainte-Vierge de Beuvillers    |
| Église Saint-Étienne de Bey-sur-Seille                                          | Bey-sur-Seille             |         | 48° 48′ 15″ nord, 6° 20′ 28″ est |                |                                                                                          |             | Église Saint-Étienne de Bey-sur-Seille                           |
| Église Saint-Marien de Bezange-la-Grande                                        | Bezange-la-Grande          |         | 48° 44′ 45″ nord, 6° 28′ 27″ est |                |                                                                                          |             | Église Saint-Marien de Bezange-la-Grande                         |
| Église Saint-Urbain de Bezaumont                                                | Bezaumont                  |         | 48° 51′ 12″ nord, 6° 06′ 40″ est |                |                                                                                          |             | Église Saint-Urbain de Bezaumont                                 |
| Église Saint-Martin de Bicqueley                                                | Bicqueley                  |         | 48° 37′ 34″ nord, 5° 54′ 40″ est |                |                                                                                          |             | Église Saint-Martin de Bicqueley                                 |
| Église de la Sainte-Croix de Bienville-la-Petite                                | Bienville-la-Petite        |         | 48° 38′ 16″ nord, 6° 30′ 34″ est |                |                                                                                          |             | Église de la Sainte-Croix de Bienville-la-Petite                 |
| Église Saint-Hubert de Bionville                                                | Bionville                  |         | 48° 29′ 06″ nord, 7° 00′ 35″ est |                |                                                                                          |             | Église Saint-Hubert de Bionville                                 |
| Église Saint-Jean-Baptiste de Blainville-sur-l'Eau                              | Blainville-sur-l'Eau       |         | 48° 33′ 19″ nord, 6° 24′ 20″ est |                |                                                                                          |             | Église Saint-Jean-Baptiste de Blainville-sur-l'Eau               |
| Église Saint-Maurice de Blâmont                                                 | Blâmont                    |         | 48° 35′ 14″ nord, 6° 50′ 36″ est |                |                                                                                          |             | Église Saint-Maurice de Blâmont                                  |
| Église Saint-Hilaire de Blémerey                                                | Blémerey                   |         | 48° 34′ 56″ nord, 6° 44′ 01″ est |                |                                                                                          |             | Église Saint-Hilaire de Blémerey                                 |
| Église Saint-Étienne de Blénod-lès-Pont-à-Mousson                               | Blénod-lès-Pont-à-Mousson  |         | 48° 52′ 57″ nord, 6° 03′ 11″ est | « PA00105999 » | Inscrit MH Le clocher                                                                    | 1926        | Église Saint-Étienne de Blénod-lès-Pont-à-Mousson                |
| Église Saint-Médard de Blénod-lès-Toul                                          | Blénod-lès-Toul            |         | 48° 35′ 55″ nord, 5° 49′ 55″ est | « PA00106000 » | Classé MH                                                                                | 1862        | Église Saint-Médard de Blénod-lès-Toul                           |
| Église de l'Assomption de Boismont                                              | Boismont                   |         | 49° 24′ 19″ nord, 5° 44′ 11″ est | « IA00048844 » |                                                                                          |             | Église de l'Assomption de Boismont                               |
| Église Saint-Laurent de Boncourt                                                | Boncourt                   |         | 49° 10′ 04″ nord, 5° 49′ 45″ est | « IA00035003 » |                                                                                          |             | Église Saint-Laurent de Boncourt                                 |
| Église Saint-Blaise de Bonviller                                                | Bonviller                  |         | 48° 38′ 02″ nord, 6° 29′ 47″ est |                |                                                                                          |             | Église Saint-Blaise de Bonviller                                 |
| Église Saint-Maurice de Borville                                                | Borville                   |         | 48° 26′ 53″ nord, 6° 23′ 32″ est |                |                                                                                          |             | Église Saint-Maurice de Borville                                 |
| Église Saint-Pierre de Boucq                                                    | Boucq                      |         | 48° 44′ 57″ nord, 5° 45′ 32″ est |                |                                                                                          |             | Église Saint-Pierre de Boucq                                     |
| Église Saint-Denys de Bouillonville                                             | Bouillonville              |         | 48° 56′ 42″ nord, 5° 50′ 28″ est |                |                                                                                          |             | Église Saint-Denys de Bouillonville                              |
| Église Saint-Mansuy de Bouvron                                                  | Bouvron                    |         | 48° 44′ 28″ nord, 5° 50′ 28″ est |                |                                                                                          |             | Image manquante Téléverser                                       |
| Église Sainte-Madeleine de Bouxières-aux-Chênes                                 | Bouxières-aux-Chênes       |         | 48° 46′ 21″ nord, 6° 15′ 36″ est |                |                                                                                          |             | Église Sainte-Madeleine de Bouxières-aux-Chênes                  |
| Église Saint-Martin de Bouxières-aux-Dames                                      | Bouxières-aux-Dames        |         | 48° 45′ 04″ nord, 6° 09′ 50″ est | « PA54000083 » | Inscrit MH                                                                               | 2015        | Église Saint-Martin de Bouxières-aux-Dames                       |
| Église de la Nativité-de-la-Vierge de Bouxières-sous-Froidmont                  | Bouxières-sous-Froidmont   |         | 48° 57′ 20″ nord, 6° 05′ 25″ est |                |                                                                                          |             | Église de la Nativité-de-la-Vierge de Bouxières-sous-Froidmont   |
| Église Saint-Martin de Bouzanville                                              | Bouzanville                |         | 48° 22′ 28″ nord, 6° 06′ 07″ est |                |                                                                                          |             | Église Saint-Martin de Bouzanville                               |
| Église Saint-Airy de Brainville                                                 | Brainville                 |         | 49° 07′ 44″ nord, 5° 48′ 16″ est | « IA00035009 » |                                                                                          |             | Église Saint-Airy de Brainville                                  |
| Église Sainte-Libaire de Bralleville                                            | Bralleville                |         | 48° 24′ 17″ nord, 6° 11′ 28″ est |                |                                                                                          |             | Église Sainte-Libaire de Bralleville                             |
| Église de la Nativité-de-la-Vierge de Bratte                                    | Bratte                     |         | 48° 48′ 49″ nord, 6° 12′ 56″ est |                |                                                                                          |             | Église de la Nativité-de-la-Vierge de Bratte                     |
| Église Saint-Martin de Brin-sur-Seille                                          | Brin-sur-Seille            |         | 48° 46′ 52″ nord, 6° 21′ 10″ est |                |                                                                                          |             | Église Saint-Martin de Brin-sur-Seille                           |
| Église Saint-Rémy de Brouville                                                  | Brouville                  |         | 48° 29′ 52″ nord, 6° 44′ 59″ est |                |                                                                                          |             | Église Saint-Rémy de Brouville                                   |
| Église Saint-Martin de Bruley                                                   | Bruley                     |         | 48° 42′ 23″ nord, 5° 50′ 55″ est |                |                                                                                          |             | Église Saint-Martin de Bruley                                    |
| Église Saint-Maurice de Bruville                                                | Bruville                   |         | 49° 07′ 57″ nord, 5° 54′ 57″ est | « IA00035028 » |                                                                                          |             | Église Saint-Maurice de Bruville                                 |
| Église Saint-Denys de Bréhain-la-Ville                                          | Bréhain-la-Ville           |         | 49° 26′ 16″ nord, 5° 52′ 49″ est |                |                                                                                          |             | Église Saint-Denys de Bréhain-la-Ville                           |
| Église Saint-Remy de Brémoncourt                                                | Brémoncourt                |         | 48° 29′ 19″ nord, 6° 21′ 11″ est |                |                                                                                          |             | Église Saint-Remy de Brémoncourt                                 |
| Église de la Nativité-de-la-Vierge de Bréménil                                  | Bréménil                   |         | 48° 31′ 23″ nord, 6° 55′ 09″ est |                |                                                                                          |             | Image manquante Téléverser                                       |
| Église Saint-Martin de Buissoncourt                                             | Buissoncourt               |         | 48° 40′ 37″ nord, 6° 20′ 40″ est |                |                                                                                          |             | Église Saint-Martin de Buissoncourt                              |
| Église de la Nativité-de-la-Vierge de Bulligny                                  | Bulligny                   |         | 48° 34′ 32″ nord, 5° 51′ 07″ est |                |                                                                                          |             | Église de la Nativité-de-la-Vierge de Bulligny                   |
| Église Saint-Nicolas de Bures                                                   | Bures                      |         | 48° 41′ 37″ nord, 6° 34′ 34″ est |                |                                                                                          |             | Église Saint-Nicolas de Bures                                    |
| Église Saint-Basle de Buriville                                                 | Buriville                  |         | 48° 32′ 22″ nord, 6° 42′ 33″ est |                |                                                                                          |             | Église Saint-Basle de Buriville                                  |
| Église Saint-Epvre de Burthecourt-aux-Chênes                                    | Burthecourt-aux-Chênes     |         | 48° 35′ 05″ nord, 6° 14′ 53″ est |                |                                                                                          |             | Église Saint-Epvre de Burthecourt-aux-Chênes                     |
| Église de l'Assomption de Béchamps                                              | Béchamps                   |         | 49° 12′ 42″ nord, 5° 44′ 20″ est | « IA00034997 » |                                                                                          |             | Église de l'Assomption de Béchamps                               |
| Église Saint-Jean-Baptiste de Bénaménil                                         | Bénaménil                  |         | 48° 34′ 11″ nord, 6° 40′ 28″ est |                |                                                                                          |             | Église Saint-Jean-Baptiste de Bénaménil                          |
| Église Saint-Gengoult de Briey                                                  | Briey                      |         | 49° 14′ 57″ nord, 5° 56′ 17″ est | « PA00106004 » | Classé MH                                                                                |             | Église Saint-Gengoult de Briey                                   |
| Église Saint-Remy de Ceintrey                                                   | Ceintrey                   |         | 48° 31′ 27″ nord, 6° 10′ 04″ est |                |                                                                                          |             | Église Saint-Remy de Ceintrey                                    |
| Église Saint-Laurent de Cerville                                                | Cerville                   |         | 48° 40′ 30″ nord, 6° 18′ 35″ est |                |                                                                                          |             | Église Saint-Laurent de Cerville                                 |
| Église Saint-Remi de Chaligny                                                   | Chaligny                   |         | 48° 37′ 25″ nord, 6° 05′ 01″ est | « PA00106006 » | Inscrit MH                                                                               | 1926        | Église Saint-Remi de Chaligny                                    |
| Église de la Nativité-de-la-Vierge de Bussières                                 | Chambley-Bussières         |         | 49° 03′ 10″ nord, 5° 55′ 19″ est | « IA00034824 » |                                                                                          |             | Église de la Nativité-de-la-Vierge de Bussières                  |
| Église Saint-Remy de Chambley                                                   | Chambley-Bussières         |         | 49° 02′ 54″ nord, 5° 53′ 58″ est |                |                                                                                          |             | Église Saint-Remy de Chambley                                    |
| Église Saint-Barthélemy de Champenoux                                           | Champenoux                 |         | 48° 44′ 31″ nord, 6° 21′ 01″ est |                |                                                                                          |             | Église Saint-Barthélemy de Champenoux                            |
| Église Saint-Pierre de Champey-sur-Moselle                                      | Champey-sur-Moselle        |         | 48° 57′ 26″ nord, 6° 03′ 31″ est |                |                                                                                          |             | Église Saint-Pierre de Champey-sur-Moselle                       |
| Église Saint-Epvre de Champigneulles                                            | Champigneulles             |         | 48° 44′ 01″ nord, 6° 09′ 52″ est |                |                                                                                          |             | Église Saint-Epvre de Champigneulles                             |
| Église Saint-Barthélemy de Chanteheux                                           | Chanteheux                 |         | 48° 36′ 02″ nord, 6° 31′ 53″ est |                |                                                                                          |             | Église Saint-Barthélemy de Chanteheux                            |
| Église Saint-Thiébaut de Chaouilley                                             | Chaouilley                 |         | 48° 26′ 20″ nord, 6° 04′ 04″ est | « IA54001130 » |                                                                                          |             | Église Saint-Thiébaut de Chaouilley                              |
| Église Sainte-Hélène de Vezin                                                   | Charency-Vezin             |         | 49° 28′ 53″ nord, 5° 30′ 42″ est | « IA00052616 » |                                                                                          |             | Église Sainte-Hélène de Vezin                                    |
| Église Saint-Maurice de Charey                                                  | Charey                     |         | 49° 00′ 03″ nord, 5° 52′ 47″ est |                |                                                                                          |             | Église Saint-Maurice de Charey                                   |
| Église Notre-Dame de Charmes-la-Côte                                            | Charmes-la-Côte            |         | 48° 37′ 35″ nord, 5° 49′ 40″ est |                |                                                                                          |             | Église Notre-Dame de Charmes-la-Côte                             |
| Église de Charmois                                                              | Charmois                   |         | 48° 32′ 24″ nord, 6° 22′ 59″ est |                |                                                                                          |             | Image manquante Téléverser                                       |
| Église Sainte-Walburge de Chaudeney-sur-Moselle                                 | Chaudeney-sur-Moselle      |         | 48° 39′ 09″ nord, 5° 54′ 22″ est |                |                                                                                          |             | Église Sainte-Walburge de Chaudeney-sur-Moselle                  |
| Église Saint-Blaise de Chavigny                                                 | Chavigny                   |         | 48° 37′ 41″ nord, 6° 07′ 26″ est |                |                                                                                          |             | Église Saint-Blaise de Chavigny                                  |
| Église Sainte-Madeleine de Chazelles-sur-Albe                                   | Chazelles-sur-Albe         |         | 48° 35′ 22″ nord, 6° 46′ 42″ est |                |                                                                                          |             | Église Sainte-Madeleine de Chazelles-sur-Albe                    |
| Église de l'Assomption de Chenevières                                           | Chenevières                |         | 48° 31′ 01″ nord, 6° 37′ 50″ est |                |                                                                                          |             | Église de l'Assomption de Chenevières                            |
| Église Saint-Jean-Baptiste de Chenicourt                                        | Chenicourt                 |         | 48° 51′ 25″ nord, 6° 17′ 33″ est |                |                                                                                          |             | Église Saint-Jean-Baptiste de Chenicourt                         |
| Église Saint-Loup de Chenières                                                  | Chenières                  |         | 49° 28′ 16″ nord, 5° 45′ 54″ est | « IA00060495 » |                                                                                          |             | Église Saint-Loup de Chenières                                   |
| Église Saint-Jean-Baptiste de Choloy                                            | Choloy-Ménillot            |         | 48° 39′ 47″ nord, 5° 49′ 23″ est |                |                                                                                          |             | Église Saint-Jean-Baptiste de Choloy                             |
| Église de l'Assomption de Ménillot                                              | Choloy-Ménillot            |         | 48° 39′ 44″ nord, 5° 48′ 54″ est |                |                                                                                          |             | Église de l'Assomption de Ménillot                               |
| Église Saint-Denys de Cirey-sur-Vezouze                                         | Cirey-sur-Vezouze          |         | 48° 34′ 54″ nord, 6° 56′ 41″ est |                |                                                                                          |             | Image manquante Téléverser                                       |
| Église Saint-Martin de Clayeures                                                | Clayeures                  |         | 48° 28′ 22″ nord, 6° 24′ 10″ est |                |                                                                                          |             | Église Saint-Martin de Clayeures                                 |
| Église Saint-Loup de Clémery                                                    | Clémery                    |         | 48° 53′ 40″ nord, 6° 11′ 14″ est |                |                                                                                          |             | Église Saint-Loup de Clémery                                     |
| Église Saint-Élophe de Clérey-sur-Brenon                                        | Clérey-sur-Brenon          |         | 48° 30′ 27″ nord, 6° 08′ 17″ est | « IA54001067 » |                                                                                          |             | Église Saint-Élophe de Clérey-sur-Brenon                         |
| Église Saint-Dié de Coincourt                                                   | Coincourt                  |         | 48° 41′ 59″ nord, 6° 36′ 41″ est |                |                                                                                          |             | Église Saint-Dié de Coincourt                                    |
| Église Saint-Hubert de Flabeuville                                              | Colmey                     |         | 49° 27′ 49″ nord, 5° 32′ 18″ est |                |                                                                                          |             | Église Saint-Hubert de Flabeuville                               |
| Église de l'Assomption de Colmey                                                | Colmey                     |         | 49° 27′ 27″ nord, 5° 33′ 26″ est | « IA00052607 » |                                                                                          |             | Église de l'Assomption de Colmey                                 |
| Église Saint-Maurice de Colombey-les-Belles                                     | Colombey-les-Belles        |         | 48° 31′ 44″ nord, 5° 53′ 53″ est |                |                                                                                          |             | Église Saint-Maurice de Colombey-les-Belles                      |
| Église Saint-Martin de Conflans-en-Jarnisy                                      | Conflans-en-Jarnisy        |         | 49° 10′ 02″ nord, 5° 51′ 24″ est | « IA00035039 » |                                                                                          |             | Église Saint-Martin de Conflans-en-Jarnisy                       |
| Église Saint-Hubert de Cons-la-Grandville                                       | Cons-la-Grandville         |         | 49° 28′ 58″ nord, 5° 42′ 02″ est | « PA00106016 » | Classé MH                                                                                | 1987        | Église Saint-Hubert de Cons-la-Grandville                        |
| Église Saint-Martin de Cosnes                                                   | Cosnes-et-Romain           |         | 49° 31′ 12″ nord, 5° 42′ 47″ est | « IA00060507 » |                                                                                          |             | Église Saint-Martin de Cosnes                                    |
| Église de la Sainte-Croix de Courbesseaux                                       | Courbesseaux               |         | 48° 41′ 22″ nord, 6° 23′ 52″ est |                |                                                                                          |             | Église de la Sainte-Croix de Courbesseaux                        |
| Église Saint-Jacques de Courcelles                                              | Courcelles                 |         | 48° 22′ 22″ nord, 6° 02′ 16″ est |                |                                                                                          |             | Église Saint-Jacques de Courcelles                               |
| Église Saint-Nicolas de Coyviller                                               | Coyviller                  |         | 48° 35′ 15″ nord, 6° 16′ 58″ est |                |                                                                                          |             | Église Saint-Nicolas de Coyviller                                |
| Église Sainte-Manne de Crantenoy                                                | Crantenoy                  |         | 48° 28′ 01″ nord, 6° 13′ 36″ est |                |                                                                                          |             | Église Sainte-Manne de Crantenoy                                 |
| Église Saint-Jean-Bosco de Crion                                                | Crion                      |         | 48° 38′ 22″ nord, 6° 31′ 39″ est |                |                                                                                          |             | Église Saint-Jean-Bosco de Crion                                 |
| Église Saint-Léger de Croismare                                                 | Croismare                  |         | 48° 35′ 58″ nord, 6° 34′ 23″ est |                |                                                                                          |             | Église Saint-Léger de Croismare                                  |
| Église Sainte-Barbe de Crusnes                                                  | Crusnes                    |         | 49° 25′ 45″ nord, 5° 55′ 57″ est | « PA00106443 » | Classé MH                                                                                | 1990        | Église Sainte-Barbe de Crusnes                                   |
| Église Saint-Léger de Crusnes                                                   | Crusnes                    |         | 49° 26′ 06″ nord, 5° 54′ 52″ est | « IA00035580 » |                                                                                          |             | Église Saint-Léger de Crusnes                                    |
| Église de la Nativité-de-la-Vierge de Crépey                                    | Crépey                     |         | 48° 31′ 42″ nord, 5° 58′ 22″ est |                |                                                                                          |             | Image manquante Téléverser                                       |
| Église Saint-Denys de Crévic                                                    | Crévic                     |         | 48° 38′ 22″ nord, 6° 24′ 16″ est |                |                                                                                          |             | Église Saint-Denys de Crévic                                     |
| Église Notre-Dame-en-son-Assomption de Crévéchamps                              | Crévéchamps                |         | 48° 31′ 28″ nord, 6° 15′ 53″ est |                |                                                                                          |             | Église Notre-Dame-en-son-Assomption de Crévéchamps               |
| Église Saint-Gengoult de Crézilles                                              | Crézilles                  |         | 48° 35′ 03″ nord, 5° 52′ 47″ est |                |                                                                                          |             | Église Saint-Gengoult de Crézilles                               |
| Église Saint-Léger de Custines                                                  | Custines                   |         | 48° 47′ 29″ nord, 6° 08′ 28″ est | « PA00106020 » | Inscrit MH Le chœur, la chapelle latérale et le clocher                                  | 1926        | Église Saint-Léger de Custines                                   |
| Église Saint-Firmin de Cutry                                                    | Cutry                      |         | 49° 29′ 01″ nord, 5° 44′ 40″ est | « IA00060524 » |                                                                                          |             | Église Saint-Firmin de Cutry                                     |
| Église Sainte-Libaire de Damelevières                                           | Damelevières               |         | 48° 33′ 24″ nord, 6° 23′ 13″ est |                |                                                                                          |             | Église Sainte-Libaire de Damelevières                            |
| Église Saint-Pierre de Dampvitoux                                               | Dampvitoux                 |         | 49° 00′ 44″ nord, 5° 50′ 36″ est | « IA00034826 » |                                                                                          |             | Église Saint-Pierre de Dampvitoux                                |
| Église Saint-Remy de Deneuvre                                                   | Deneuvre                   |         | 48° 26′ 49″ nord, 6° 44′ 05″ est | « PA00106021 » | Classé MH Clocher ; Inscrit MH Eglise, sauf clocher classé                               | 1978 ; 1978 | Église Saint-Remy de Deneuvre                                    |
| Collégiale Sainte-Geneviève de Deneuvre                                         | Deneuvre                   |         | 48° 26′ 30″ nord, 6° 44′ 11″ est |                |                                                                                          |             | Collégiale Sainte-Geneviève de Deneuvre                          |
| Église Saint-Epvre de Deuxville                                                 | Deuxville                  |         | 48° 37′ 01″ nord, 6° 27′ 22″ est |                |                                                                                          |             | Église Saint-Epvre de Deuxville                                  |
| Église Saint-Epvre de Diarville                                                 | Diarville                  |         | 48° 23′ 41″ nord, 6° 07′ 52″ est |                |                                                                                          |             | Église Saint-Epvre de Diarville                                  |
| Église Saint-Sébastien de Dieulouard                                            | Dieulouard                 |         | 48° 50′ 31″ nord, 6° 04′ 06″ est | « PA00106023 » | Inscrit MH                                                                               | 1926        | Église Saint-Sébastien de Dieulouard                             |
| Église Saint-Basle de Dombasle-sur-Meurthe                                      | Dombasle-sur-Meurthe       |         | 48° 37′ 36″ nord, 6° 21′ 04″ est |                |                                                                                          |             | Église Saint-Basle de Dombasle-sur-Meurthe                       |
| Église Saint-Maurice de Domgermain                                              | Domgermain                 |         | 48° 38′ 33″ nord, 5° 49′ 29″ est |                |                                                                                          |             | Église Saint-Maurice de Domgermain                               |
| Église Saint-Juvin de Domjevin                                                  | Domjevin                   |         | 48° 34′ 30″ nord, 6° 41′ 51″ est |                |                                                                                          |             | Église Saint-Juvin de Domjevin                                   |
| Église de la Nativité-de-la-Vierge de Dommarie                                  | Dommarie-Eulmont           |         | 48° 25′ 49″ nord, 6° 01′ 43″ est | « IA54001113 » |                                                                                          |             | Image manquante Téléverser                                       |
| Église Saint-Martin de Dommartemont                                             | Dommartemont               |         | 48° 42′ 45″ nord, 6° 12′ 51″ est |                |                                                                                          |             | Église Saint-Martin de Dommartemont                              |
| Église Saint-Martin de Dommartin-la-Chaussée                                    | Dommartin-la-Chaussée      |         | 49° 00′ 41″ nord, 5° 51′ 43″ est |                |                                                                                          |             | Église Saint-Martin de Dommartin-la-Chaussée                     |
| Église Saint-Martin de Dommartin-lès-Toul                                       | Dommartin-lès-Toul         |         | 48° 40′ 10″ nord, 5° 54′ 24″ est |                |                                                                                          |             | Église Saint-Martin de Dommartin-lès-Toul                        |
| Église Saint-Martin de Dommartin-sous-Amance                                    | Dommartin-sous-Amance      |         | 48° 44′ 25″ nord, 6° 15′ 18″ est | « PA00106024 » | Inscrit MH                                                                               | 1926        | Église Saint-Martin de Dommartin-sous-Amance                     |
| Église Saint-Jean-Baptiste de Domprix                                           | Domprix                    |         | 49° 19′ 53″ nord, 5° 45′ 20″ est | « IA00035588 » |                                                                                          |             | Église Saint-Jean-Baptiste de Domprix                            |
| Église Saint-Nicolas de Bertrameix                                              | Domprix                    |         | 49° 19′ 36″ nord, 5° 46′ 32″ est | « IA00035590 » |                                                                                          |             | Église Saint-Nicolas de Bertrameix                               |
| Église Saint-Étienne de Domptail-en-l'Air                                       | Domptail-en-l'Air          |         | 48° 30′ 49″ nord, 6° 19′ 38″ est |                |                                                                                          |             | Église Saint-Étienne de Domptail-en-l'Air                        |
| Église Saint-Léger de Domèvre-en-Haye                                           | Domèvre-en-Haye            |         | 48° 49′ 05″ nord, 5° 55′ 51″ est |                |                                                                                          |             | Église Saint-Léger de Domèvre-en-Haye                            |
| Église Saint-Epvre de Domèvre-sur-Vezouze                                       | Domèvre-sur-Vezouze        |         | 48° 33′ 41″ nord, 6° 48′ 20″ est |                |                                                                                          |             | Église Saint-Epvre de Domèvre-sur-Vezouze                        |
| Église Saint-Jacques-le-Majeur de Doncourt-lès-Conflans                         | Doncourt-lès-Conflans      |         | 49° 08′ 38″ nord, 5° 55′ 57″ est | « IA00035047 » |                                                                                          |             | Église Saint-Jacques-le-Majeur de Doncourt-lès-Conflans          |
| Église de la Trinité de Doncourt-lès-Longuyon                                   | Doncourt-lès-Longuyon      |         | 49° 26′ 26″ nord, 5° 42′ 39″ est |                |                                                                                          |             | Église de la Trinité de Doncourt-lès-Longuyon                    |
| Église Saint-Martin de Drouville                                                | Drouville                  |         | 48° 40′ 15″ nord, 6° 24′ 24″ est |                |                                                                                          |             | Église Saint-Martin de Drouville                                 |
| Église Notre-Dame-de-la-Nativité d'Écrouves                                     | Écrouves                   |         | 48° 40′ 55″ nord, 5° 50′ 25″ est | « PA00106025 » | Classé MH                                                                                |             | Église Notre-Dame-de-la-Nativité d'Écrouves                      |
| Église Saint-Jacques-le-Majeur d'Einvaux                                        | Einvaux                    |         | 48° 29′ 24″ nord, 6° 23′ 49″ est |                |                                                                                          |             | Église Saint-Jacques-le-Majeur d'Einvaux                         |
| Église Saint-Laurent d'Einville-au-Jard                                         | Einville-au-Jard           |         | 48° 39′ 16″ nord, 6° 29′ 19″ est |                |                                                                                          |             | Église Saint-Laurent d'Einville-au-Jard                          |
| Église Saint-Étienne d'Emberménil                                               | Emberménil                 |         | 48° 37′ 48″ nord, 6° 41′ 44″ est |                |                                                                                          |             | Église Saint-Étienne d'Emberménil                                |
| Église Saint-Germain d'Erbéviller-sur-Amezule                                   | Erbéviller-sur-Amezule     |         | 48° 43′ 44″ nord, 6° 23′ 00″ est |                |                                                                                          |             | Église Saint-Germain d'Erbéviller-sur-Amezule                    |
| Église Saint-Willibrod d'Errouville                                             | Errouville                 |         | 49° 24′ 57″ nord, 5° 54′ 09″ est |                |                                                                                          |             | Église Saint-Willibrod d'Errouville                              |
| Église Saint-Martin d'Essey-et-Maizerais                                        | Essey-et-Maizerais         |         | 48° 55′ 08″ nord, 5° 48′ 41″ est | « PA00106027 » | Classé MH                                                                                | 1920        | Église Saint-Martin d'Essey-et-Maizerais                         |
| Église Saint-Sylvestre d'Essey-la-Côte                                          | Essey-la-Côte              |         | 48° 25′ 30″ nord, 6° 28′ 06″ est | « IA54002105 » |                                                                                          |             | Église Saint-Sylvestre d'Essey-la-Côte                           |
| Église Saint-Georges d'Essey-lès-Nancy                                          | Essey-lès-Nancy            |         | 48° 42′ 32″ nord, 6° 13′ 16″ est | « PA00106444 » | Inscrit MH                                                                               | 1990        | Église Saint-Georges d'Essey-lès-Nancy                           |
| Église Saint-Pie-X d'Essey-lès-Nancy                                            | Essey-lès-Nancy            |         | 48° 42′ 13″ nord, 6° 13′ 23″ est |                |                                                                                          |             | Église Saint-Pie-X d'Essey-lès-Nancy                             |
| Église Saint-Remy d'Eulmont                                                     | Eulmont                    |         | 48° 45′ 03″ nord, 6° 13′ 26″ est |                |                                                                                          |             | Église Saint-Remy d'Eulmont                                      |
| Église Saint-Gorgon d'Euvezin                                                   | Euvezin                    |         | 48° 55′ 26″ nord, 5° 50′ 20″ est |                |                                                                                          |             | Église Saint-Gorgon d'Euvezin                                    |
| Église Saint-Pierre de Faulx                                                    | Faulx                      |         | 48° 47′ 30″ nord, 6° 12′ 06″ est |                |                                                                                          |             | Église Saint-Pierre de Faulx                                     |
| Église Saints-Abdon-et-Sennen de Favières                                       | Favières                   |         | 48° 27′ 49″ nord, 5° 57′ 26″ est |                |                                                                                          |             | Église Saints-Abdon-et-Sennen de Favières                        |
| Église de la Nativité-de-la-Vierge de Fenneviller                               | Fenneviller                |         | 48° 29′ 15″ nord, 6° 52′ 51″ est |                |                                                                                          |             | Église de la Nativité-de-la-Vierge de Fenneviller                |
| Église Saint-Remy de Ferrières                                                  | Ferrières                  |         | 48° 33′ 21″ nord, 6° 17′ 39″ est |                |                                                                                          |             | Image manquante Téléverser                                       |
| Église de la Sainte-Croix de Fey-en-Haye                                        | Fey-en-Haye                |         | 48° 54′ 11″ nord, 5° 57′ 44″ est |                |                                                                                          |             | Église de la Sainte-Croix de Fey-en-Haye                         |
| Église Saint-Maurice de Fillières                                               | Fillières                  |         | 49° 24′ 11″ nord, 5° 50′ 37″ est | « IA00048862 » |                                                                                          |             | Église Saint-Maurice de Fillières                                |
| Église Saint-Gérard de Flainval                                                 | Flainval                   |         | 48° 37′ 12″ nord, 6° 23′ 59″ est |                |                                                                                          |             | Église Saint-Gérard de Flainval                                  |
| Église Saints-Hippolyte-et-Firmin de Flavigny-sur-Moselle                       | Flavigny-sur-Moselle       |         | 48° 34′ 09″ nord, 6° 11′ 19″ est |                |                                                                                          |             | Image manquante Téléverser                                       |
| Église Saint-Martin de Flin                                                     | Flin                       |         | 48° 29′ 52″ nord, 6° 39′ 15″ est | « PA54000086 » | Inscrit MH                                                                               | 2016        | Église Saint-Martin de Flin                                      |
| Église Saint-Étienne de Flirey                                                  | Flirey                     |         | 48° 52′ 31″ nord, 5° 50′ 52″ est |                |                                                                                          |             | Église Saint-Étienne de Flirey                                   |
| Ancienne église Saint-Étienne de Flirey                                         | Flirey                     |         | 48° 52′ 32″ nord, 5° 51′ 03″ est |                |                                                                                          |             | Ancienne église Saint-Étienne de Flirey                          |
| Église Saint-Laurent de Fléville                                                | Fléville-Lixières          |         | 49° 14′ 43″ nord, 5° 49′ 22″ est | « IA00035054 » |                                                                                          |             | Église Saint-Laurent de Fléville                                 |
| Église Saint-Pierre de Lixières                                                 | Fléville-Lixières          |         | 49° 15′ 15″ nord, 5° 49′ 55″ est | « IA00035067 » |                                                                                          |             | Église Saint-Pierre de Lixières                                  |
| Église Saint-Pancrace de Fléville-devant-Nancy                                  | Fléville-devant-Nancy      |         | 48° 37′ 30″ nord, 6° 12′ 10″ est |                |                                                                                          |             | Église Saint-Pancrace de Fléville-devant-Nancy                   |
| Église Saint-Pierre de Fontenoy-la-Joûte                                        | Fontenoy-la-Joûte          |         | 48° 27′ 23″ nord, 6° 39′ 35″ est |                |                                                                                          |             | Église Saint-Pierre de Fontenoy-la-Joûte                         |
| Église Saint-Denys de Fontenoy-sur-Moselle                                      | Fontenoy-sur-Moselle       |         | 48° 42′ 39″ nord, 5° 58′ 57″ est |                |                                                                                          |             | Église Saint-Denys de Fontenoy-sur-Moselle                       |
| Église de la Conversion-de-Saint-Paul de Forcelles-Saint-Gorgon                 | Forcelles-Saint-Gorgon     |         | 48° 27′ 25″ nord, 6° 06′ 08″ est | « PA00106033 » | Inscrit MH Chœur et clocher                                                              | 1926        | Église de la Conversion-de-Saint-Paul de Forcelles-Saint-Gorgon  |
| Église de la Conversion-de-Saint-Paul de Forcelles-Saint-Gorgon                 | Forcelles-Saint-Gorgon     |         | 48° 27′ 25″ nord, 6° 06′ 08″ est | « PA00106033 » | Inscrit MH Chœur et clocher                                                              | 1926        | Église de la Conversion-de-Saint-Paul de Forcelles-Saint-Gorgon  |
| Église Saint-Pierre de Forcelles-sous-Gugney                                    | Forcelles-sous-Gugney      |         | 48° 23′ 51″ nord, 6° 04′ 43″ est | « IA54001132 » |                                                                                          |             | Église Saint-Pierre de Forcelles-sous-Gugney                     |
| Église Saint-Étienne de Foug                                                    | Foug                       |         | 48° 41′ 05″ nord, 5° 47′ 17″ est |                |                                                                                          |             | Église Saint-Étienne de Foug                                     |
| Église Saint-Gorgon de Fraimbois                                                | Fraimbois                  |         | 48° 31′ 47″ nord, 6° 32′ 30″ est | « IA54002112 » |                                                                                          |             | Église Saint-Gorgon de Fraimbois                                 |
| Église Saint-Georges de Fraisnes-en-Saintois                                    | Fraisnes-en-Saintois       |         | 48° 22′ 29″ nord, 6° 03′ 25″ est | « IA54001213 » |                                                                                          |             | Église Saint-Georges de Fraisnes-en-Saintois                     |
| Église Saint-Étienne de Francheville                                            | Francheville               |         | 48° 44′ 22″ nord, 5° 55′ 53″ est |                |                                                                                          |             | Église Saint-Étienne de Francheville                             |
| Église Saint-Mansuy de Franconville                                             | Franconville               |         | 48° 30′ 00″ nord, 6° 27′ 03″ est | « IA54002107 » |                                                                                          |             | Église Saint-Mansuy de Franconville                              |
| Église de la Nativité-de-la-Vierge de Fresnois                                  | Fresnois-la-Montagne       |         | 49° 29′ 40″ nord, 5° 38′ 46″ est | « PA00106035 » | Classé MH                                                                                | 1920        | Église de la Nativité-de-la-Vierge de Fresnois                   |
| Église Saint-Vanne de Friauville                                                | Friauville                 |         | 49° 08′ 42″ nord, 5° 50′ 31″ est | « IA00035069 » |                                                                                          |             | Église Saint-Vanne de Friauville                                 |
| Église Saint-Martin de Frolois                                                  | Frolois                    |         | 48° 33′ 48″ nord, 6° 07′ 29″ est | « IA54001053 » |                                                                                          |             | Église Saint-Martin de Frolois                                   |
| Église Saint-Jean-Baptiste de Frouard                                           | Frouard                    |         | 48° 45′ 35″ nord, 6° 07′ 25″ est | « PA00106037 » | Inscrit MH                                                                               | 1926        | Église Saint-Jean-Baptiste de Frouard                            |
| Prieuré de Froville                                                             | Froville                   |         | 48° 28′ 13″ nord, 6° 21′ 19″ est | « PA00106038 » | Inscrit MH Façade et cloître de l'ancien prieuré ; Classé MH Eglise et l'aire du cloître | 1926 ; 1985 | Prieuré de Froville                                              |
| Église Saint-Laurent de Frémonville                                             | Frémonville                |         | 48° 35′ 48″ nord, 6° 53′ 22″ est |                |                                                                                          |             | Église Saint-Laurent de Frémonville                              |
| Église Saint-Pierre de Fréménil                                                 | Fréménil                   |         | 48° 33′ 55″ nord, 6° 42′ 44″ est |                |                                                                                          |             | Église Saint-Pierre de Fréménil                                  |
| Église Saint-Remy de Fécocourt                                                  | Fécocourt                  |         | 48° 24′ 19″ nord, 6° 00′ 33″ est |                |                                                                                          |             | Image manquante Téléverser                                       |
| Église de l'Assomption de Gellenoncourt                                         | Gellenoncourt              |         | 48° 40′ 39″ nord, 6° 23′ 08″ est |                |                                                                                          |             | Église de l'Assomption de Gellenoncourt                          |
| Église de la Nativité-de-la-Vierge de Gerbécourt                                | Gerbécourt-et-Haplemont    |         | 48° 29′ 21″ nord, 6° 09′ 41″ est |                |                                                                                          |             | Église de la Nativité-de-la-Vierge de Gerbécourt                 |
| Église Saint-Pierre-et-Saint-Sylvestre de Gerbéviller                           | Gerbéviller                |         | 48° 29′ 38″ nord, 6° 30′ 38″ est |                |                                                                                          |             | Église Saint-Pierre-et-Saint-Sylvestre de Gerbéviller            |
| Ancienne église Saint-Pierre de Gerbéviller                                     | Gerbéviller                |         | 48° 29′ 36″ nord, 6° 30′ 54″ est |                |                                                                                          |             | Ancienne église Saint-Pierre de Gerbéviller                      |
| Église Saint-Epvre de Germiny                                                   | Germiny                    |         | 48° 32′ 54″ nord, 5° 59′ 56″ est |                |                                                                                          |             | Image manquante Téléverser                                       |
| Église de la Présentation-de-la-Sainte-Vierge de Germonville                    | Germonville                |         | 48° 24′ 24″ nord, 6° 12′ 43″ est |                |                                                                                          |             | Église de la Présentation-de-la-Sainte-Vierge de Germonville     |
| Église Saint-Jean-Baptiste de Gibeaumeix                                        | Gibeaumeix                 |         | 48° 34′ 56″ nord, 5° 44′ 07″ est |                |                                                                                          |             | Église Saint-Jean-Baptiste de Gibeaumeix                         |
| Église Saint-Nicolas de Giraumont                                               | Giraumont                  |         | 49° 10′ 05″ nord, 5° 55′ 25″ est | « IA00035078 » |                                                                                          |             | Église Saint-Nicolas de Giraumont                                |
| Église Saint-Pierre de Giriviller                                               | Giriviller                 |         | 48° 26′ 38″ nord, 6° 29′ 22″ est | « IA54002104 » |                                                                                          |             | Église Saint-Pierre de Giriviller                                |
| Église Saint-Maurice de Glonville                                               | Glonville                  |         | 48° 28′ 27″ nord, 6° 41′ 28″ est |                |                                                                                          |             | Église Saint-Maurice de Glonville                                |
| Église Saint-Barthélemy de Gogney                                               | Gogney                     |         | 48° 36′ 48″ nord, 6° 51′ 28″ est |                |                                                                                          |             | Église Saint-Barthélemy de Gogney                                |
| Église Saint-Sébastien de Gondrecourt                                           | Gondrecourt-Aix            |         | 49° 14′ 42″ nord, 5° 46′ 02″ est | « IA00035086 » |                                                                                          |             | Église Saint-Sébastien de Gondrecourt                            |
| Église de la Sainte-Trinité d'Aix                                               | Gondrecourt-Aix            |         | 49° 15′ 11″ nord, 5° 45′ 36″ est | « IA00035089 » |                                                                                          |             | Église de la Sainte-Trinité d'Aix                                |
| Église de l'Assomption de Gondreville                                           | Gondreville                |         | 48° 41′ 26″ nord, 5° 57′ 34″ est |                |                                                                                          |             | Église de l'Assomption de Gondreville                            |
| Église Saint-Martin de Gondrexon                                                | Gondrexon                  |         | 48° 36′ 18″ nord, 6° 46′ 13″ est |                |                                                                                          |             | Église Saint-Martin de Gondrexon                                 |
| Église Saint-Jean-Baptiste de Gorcy                                             | Gorcy                      |         | 49° 32′ 02″ nord, 5° 41′ 04″ est | « IA00060536 » |                                                                                          |             | Église Saint-Jean-Baptiste de Gorcy                              |
| Église Saint-Epvre de Goviller                                                  | Goviller                   |         | 48° 29′ 50″ nord, 6° 00′ 35″ est | « IA54001304 » |                                                                                          |             | Église Saint-Epvre de Goviller                                   |
| Église de la Nativité-de-la-Vierge de Petit-Xivry                               | Grand-Failly               |         | 49° 26′ 28″ nord, 5° 32′ 13″ est | « IA00052662 » |                                                                                          |             | Église de la Nativité-de-la-Vierge de Petit-Xivry                |
| Église Saint-Martin de Grand-Failly                                             | Grand-Failly               |         | 49° 25′ 15″ nord, 5° 30′ 44″ est | « IA00052643 » |                                                                                          |             | Église Saint-Martin de Grand-Failly                              |
| Église Saint-Epvre de Grimonviller                                              | Grimonviller               |         | 48° 23′ 10″ nord, 6° 00′ 24″ est |                |                                                                                          |             | Église Saint-Epvre de Grimonviller                               |
| Église Saint-Léonard de Gripport                                                | Gripport                   |         | 48° 24′ 54″ nord, 6° 15′ 05″ est |                |                                                                                          |             | Église Saint-Léonard de Gripport                                 |
| Église Saint-Martin de Griscourt                                                | Griscourt                  |         | 48° 50′ 05″ nord, 6° 00′ 52″ est |                |                                                                                          |             | Église Saint-Martin de Griscourt                                 |
| Église Saint-Laurent de Grosrouvres                                             | Grosrouvres                |         | 48° 49′ 50″ nord, 5° 50′ 25″ est |                |                                                                                          |             | Église Saint-Laurent de Grosrouvres                              |
| Église Saint-Martin de Gugney                                                   | Gugney                     |         | 48° 23′ 55″ nord, 6° 03′ 47″ est | « IA54001135 » |                                                                                          |             | Église Saint-Martin de Gugney                                    |
| Église Saint-Mansuy de Gye                                                      | Gye                        |         | 48° 37′ 10″ nord, 5° 52′ 35″ est |                |                                                                                          |             | Église Saint-Mansuy de Gye                                       |
| Église Saint-André de Gélacourt                                                 | Gélacourt                  |         | 48° 28′ 54″ nord, 6° 44′ 00″ est |                |                                                                                          |             | Église Saint-André de Gélacourt                                  |
| Église Saint-Privat de Gémonville                                               | Gémonville                 |         | 48° 24′ 56″ nord, 5° 53′ 00″ est |                |                                                                                          |             | Église Saint-Privat de Gémonville                                |
| Église Saint-Lambert de Gézoncourt                                              | Gézoncourt                 |         | 48° 50′ 10″ nord, 5° 59′ 41″ est | « PA00106041 » | Inscrit MH                                                                               | 1926        | Église Saint-Lambert de Gézoncourt                               |
| Église Saint-Martin d'Hablainville                                              | Hablainville               |         | 48° 31′ 04″ nord, 6° 43′ 47″ est |                |                                                                                          |             | Église Saint-Martin d'Hablainville                               |
| Église Saint-Hilaire d'Hagéville                                                | Hagéville                  |         | 49° 01′ 53″ nord, 5° 51′ 43″ est | « IA00034828 » |                                                                                          |             | Église Saint-Hilaire d'Hagéville                                 |
| Église Saint-Pierre d'Haigneville                                               | Haigneville                |         | 48° 29′ 13″ nord, 6° 20′ 33″ est |                |                                                                                          |             | Église Saint-Pierre d'Haigneville                                |
| Église Saint-Georges d'Halloville                                               | Halloville                 |         | 48° 33′ 18″ nord, 6° 51′ 41″ est |                |                                                                                          |             | Église Saint-Georges d'Halloville                                |
| Église Sainte-Libaire d'Hammeville                                              | Hammeville                 |         | 48° 30′ 00″ nord, 6° 03′ 49″ est | « IA54001112 » |                                                                                          |             | Église Sainte-Libaire d'Hammeville                               |
| Église Saint-Mansuy d'Hamonville                                                | Hamonville                 |         | 48° 49′ 43″ nord, 5° 48′ 49″ est |                |                                                                                          |             | Église Saint-Mansuy d'Hamonville                                 |
| Église Saint-Pierre d'Han-devant-Pierrepont                                     | Han-devant-Pierrepont      |         | 49° 23′ 49″ nord, 5° 42′ 22″ est |                |                                                                                          |             | Église Saint-Pierre d'Han-devant-Pierrepont                      |
| Église Saint-Grégoire-le-Grand d'Hannonville-Suzémont                           | Hannonville-Suzémont       |         | 49° 05′ 54″ nord, 5° 50′ 04″ est |                |                                                                                          |             | Église Saint-Grégoire-le-Grand d'Hannonville-Suzémont            |
| Église Saint-Epvre d'Haraucourt                                                 | Haraucourt                 |         | 48° 39′ 43″ nord, 6° 21′ 51″ est |                |                                                                                          |             | Église Saint-Epvre d'Haraucourt                                  |
| Église Saint-Pierre d'Harbouey                                                  | Harbouey                   |         | 48° 34′ 08″ nord, 6° 53′ 05″ est |                |                                                                                          |             | Église Saint-Pierre d'Harbouey                                   |
| Église de la Très-Sainte-Trinité d'Haroué                                       | Haroué                     |         | 48° 28′ 01″ nord, 6° 10′ 47″ est |                |                                                                                          |             | Église de la Très-Sainte-Trinité d'Haroué                        |
| Église Saint-Martin de Hatrize                                                  | Hatrize                    |         | 49° 11′ 34″ nord, 5° 54′ 31″ est | « PA00106445 » | Inscrit MH                                                                               | 1990        | Église Saint-Martin de Hatrize                                   |
| Église Saint-Éloy d'Haucourt-Moulaine                                           | Haucourt-Moulaine          |         | 49° 29′ 49″ nord, 5° 48′ 40″ est |                |                                                                                          |             | Église Saint-Éloy d'Haucourt-Moulaine                            |
| Église de Moulaine                                                              | Haucourt-Moulaine          |         | 49° 30′ 07″ nord, 5° 49′ 04″ est |                |                                                                                          |             | Église de Moulaine                                               |
| Église de l'Assomption d'Haudonville                                            | Haudonville                |         | 48° 29′ 59″ nord, 6° 30′ 08″ est | « IA54001553 » |                                                                                          |             | Église de l'Assomption d'Haudonville                             |
| Église Saint-Claude d'Haussonville                                              | Haussonville               |         | 48° 31′ 40″ nord, 6° 19′ 28″ est |                |                                                                                          |             | Église Saint-Claude d'Haussonville                               |
| Église des Saints-Anges-Gardiens d'Heillecourt                                  | Heillecourt                |         | 48° 39′ 11″ nord, 6° 11′ 40″ est |                |                                                                                          |             | Église des Saints-Anges-Gardiens d'Heillecourt                   |
| Église Saint-Germain d'Herbéviller                                              | Herbéviller                |         | 48° 33′ 27″ nord, 6° 45′ 16″ est |                |                                                                                          |             | Église Saint-Germain d'Herbéviller                               |
| Église de Landrivaux                                                            | Herserange                 |         | 49° 31′ 26″ nord, 5° 47′ 53″ est |                |                                                                                          |             | Église de Landrivaux                                             |
| Église Notre-Dame de Senelle                                                    | Herserange                 |         | 49° 31′ 08″ nord, 5° 47′ 10″ est |                |                                                                                          |             | Église Notre-Dame de Senelle                                     |
| Église Saint-Pierre du Vieux Village                                            | Herserange                 |         | 49° 31′ 06″ nord, 5° 47′ 41″ est |                |                                                                                          |             | Église Saint-Pierre du Vieux Village                             |
| Église de la Nativité-de-la-Vierge d'Homécourt                                  | Homécourt                  |         | 49° 13′ 22″ nord, 5° 59′ 36″ est | « IA00034910 » |                                                                                          |             | Église de la Nativité-de-la-Vierge d'Homécourt                   |
| Église Saint-Epvre d'Houdelmont                                                 | Houdelmont                 |         | 48° 32′ 04″ nord, 6° 05′ 19″ est | « IA54001056 » |                                                                                          |             | Église Saint-Epvre d'Houdelmont                                  |
| Église Saint-Goëric d'Houdemont                                                 | Houdemont                  |         | 48° 38′ 43″ nord, 6° 10′ 26″ est |                |                                                                                          |             | Église Saint-Goëric d'Houdemont                                  |
| Église Saint-Epvre d'Houdreville                                                | Houdreville                |         | 48° 30′ 22″ nord, 6° 06′ 21″ est | « IA54001116 » |                                                                                          |             | Église Saint-Epvre d'Houdreville                                 |
| Église Saint-Georges d'Housséville                                              | Housséville                |         | 48° 24′ 26″ nord, 6° 07′ 06″ est |                |                                                                                          |             | Église Saint-Georges d'Housséville                               |
| Église Saint-Nicolas d'Hoéville                                                 | Hoéville                   |         | 48° 42′ 26″ nord, 6° 26′ 10″ est |                |                                                                                          |             | Église Saint-Nicolas d'Hoéville                                  |
| Église de l'Assomption d'Hudiviller                                             | Hudiviller                 |         | 48° 36′ 06″ nord, 6° 23′ 41″ est |                |                                                                                          |             | Église de l'Assomption d'Hudiviller                              |
| Église de la Nativité-de-la-Vierge d'Hussigny-Godbrange                         | Hussigny-Godbrange         |         | 49° 29′ 52″ nord, 5° 50′ 43″ est |                |                                                                                          |             | Église de la Nativité-de-la-Vierge d'Hussigny-Godbrange          |
| Église de l'Assomption d'Hénaménil                                              | Hénaménil                  |         | 48° 40′ 13″ nord, 6° 33′ 33″ est |                |                                                                                          |             | Église de l'Assomption d'Hénaménil                               |
| Église Saint-Laurent d'Hériménil                                                | Hériménil                  |         | 48° 34′ 03″ nord, 6° 29′ 57″ est |                |                                                                                          |             | Église Saint-Laurent d'Hériménil                                 |
| Église Saint-Martin d'Igney                                                     | Igney                      |         | 48° 38′ 02″ nord, 6° 48′ 48″ est |                |                                                                                          |             | Église Saint-Martin d'Igney                                      |
| Église Saint-Gorgon de Jaillon                                                  | Jaillon                    |         | 48° 45′ 25″ nord, 5° 58′ 09″ est |                |                                                                                          |             | Église Saint-Gorgon de Jaillon                                   |
| Église Saint-Maximin de Jarny                                                   | Jarny                      |         | 49° 09′ 21″ nord, 5° 53′ 00″ est | « PA00106046 » | Inscrit MH                                                                               | 1982        | Église Saint-Maximin de Jarny                                    |
| Église du Sacré-Cœur de Jarville-la-Malgrange                                   | Jarville-la-Malgrange      |         | 48° 40′ 08″ nord, 6° 12′ 26″ est |                |                                                                                          |             | Église du Sacré-Cœur de Jarville-la-Malgrange                    |
| Église Saint-Jean-Baptiste de Jaulny                                            | Jaulny                     |         | 48° 58′ 14″ nord, 5° 53′ 12″ est |                |                                                                                          |             | Église Saint-Jean-Baptiste de Jaulny                             |
| Église Sainte-Luce de Jeandelaincourt                                           | Jeandelaincourt            |         | 48° 50′ 32″ nord, 6° 14′ 32″ est |                |                                                                                          |             | Église Sainte-Luce de Jeandelaincourt                            |
| Église Saint-Martin de Jeandelize                                               | Jeandelize                 |         | 49° 09′ 44″ nord, 5° 47′ 25″ est | « IA00035123 » |                                                                                          |             | Église Saint-Martin de Jeandelize                                |
| Église Saint-Aubin de Jezainville                                               | Jezainville                |         | 48° 52′ 15″ nord, 6° 02′ 26″ est |                |                                                                                          |             | Église Saint-Aubin de Jezainville                                |
| Église de l'Assomption de Jolivet                                               | Jolivet                    |         | 48° 36′ 28″ nord, 6° 30′ 23″ est |                |                                                                                          |             | Église de l'Assomption de Jolivet                                |
| Église Saint-Martin de Joppécourt                                               | Joppécourt                 |         | 49° 23′ 21″ nord, 5° 47′ 50″ est | « IA00035601 » |                                                                                          |             | Église Saint-Martin de Joppécourt                                |
| Église Saint-Christophe de Jouaville                                            | Jouaville                  |         | 49° 09′ 38″ nord, 5° 57′ 19″ est | « IA00034915 » |                                                                                          |             | Église Saint-Christophe de Jouaville                             |
| Église Saints-Pierre-et-Paul de Joudreville                                     | Joudreville                |         | 49° 17′ 06″ nord, 5° 46′ 43″ est | « IA00035621 » |                                                                                          |             | Église Saints-Pierre-et-Paul de Joudreville                      |
| Église de la Sainte-Croix de Juvrecourt                                         | Juvrecourt                 |         | 48° 44′ 34″ nord, 6° 33′ 53″ est |                |                                                                                          |             | Image manquante Téléverser                                       |
| Église Notre-Dame de Franchepré                                                 | Jœuf                       |         | 49° 13′ 33″ nord, 6° 00′ 41″ est | « IA00035308 » |                                                                                          |             | Église Notre-Dame de Franchepré                                  |
| Église de la Sainte-Croix de Jœuf                                               | Jœuf                       |         | 49° 13′ 48″ nord, 6° 00′ 13″ est |                |                                                                                          |             | Église de la Sainte-Croix de Jœuf                                |
| Église Saint-Gorgon de Labry                                                    | Labry                      |         | 49° 10′ 24″ nord, 5° 52′ 53″ est | « IA00035133 » |                                                                                          |             | Église Saint-Gorgon de Labry                                     |
| Église Saint-Pierre-aux-Liens de Lachapelle                                     | Lachapelle                 |         | 48° 25′ 05″ nord, 6° 47′ 25″ est |                |                                                                                          |             | Image manquante Téléverser                                       |
| Église Saint-Clément de Lagney                                                  | Lagney                     |         | 48° 43′ 54″ nord, 5° 50′ 10″ est |                |                                                                                          |             | Église Saint-Clément de Lagney                                   |
| Église Saint-Jean-Baptiste de Laix                                              | Laix                       |         | 49° 26′ 42″ nord, 5° 46′ 47″ est | « IA00048887 » |                                                                                          |             | Église Saint-Jean-Baptiste de Laix                               |
| Église Saint-Remy de Puxe                                                       | Lalœuf                     |         | 48° 27′ 49″ nord, 6° 00′ 43″ est | « PA00106052 » | Inscrit MH                                                                               | 1926        | Église Saint-Remy de Puxe                                        |
| Église Saint-Étienne de Lamath                                                  | Lamath                     |         | 48° 31′ 49″ nord, 6° 27′ 00″ est | « IA54002108 » |                                                                                          |             | Église Saint-Étienne de Lamath                                   |
| Église Saint-Clément de Landremont                                              | Landremont                 |         | 48° 50′ 59″ nord, 6° 08′ 25″ est | « PA00106053 » | Classé MH Abside et travée de chœur précédant l'abside                                   | 1921        | Église Saint-Clément de Landremont                               |
| Église Saint-Privat de Landres                                                  | Landres                    |         | 49° 18′ 58″ nord, 5° 48′ 28″ est | « IA00035629 » |                                                                                          |             | Église Saint-Privat de Landres                                   |
| Église Saint-Sigismond de Landécourt                                            | Landécourt                 |         | 48° 29′ 59″ nord, 6° 24′ 58″ est |                |                                                                                          |             | Église Saint-Sigismond de Landécourt                             |
| Église de l'Assomption de Laneuvelotte                                          | Laneuvelotte               |         | 48° 43′ 44″ nord, 6° 17′ 38″ est |                |                                                                                          |             | Église de l'Assomption de Laneuvelotte                           |
| Église Saint-Nicolas de Laneuveville-aux-Bois                                   | Laneuveville-aux-Bois      |         | 48° 36′ 43″ nord, 6° 39′ 07″ est |                |                                                                                          |             | Église Saint-Nicolas de Laneuveville-aux-Bois                    |
| Église Saint-Nicolas de Laneuveville-derrière-Foug                              | Laneuveville-derrière-Foug |         | 48° 42′ 36″ nord, 5° 48′ 14″ est |                |                                                                                          |             | Église Saint-Nicolas de Laneuveville-derrière-Foug               |
| Église de la Nativité-de-la-Vierge de Laneuveville-devant-Bayon                 | Laneuveville-devant-Bayon  |         | 48° 28′ 12″ nord, 6° 16′ 03″ est |                |                                                                                          |             | Église de la Nativité-de-la-Vierge de Laneuveville-devant-Bayon  |
| Église du Christ-Roi de la Madeleine                                            | Laneuveville-devant-Nancy  |         | 48° 38′ 21″ nord, 6° 16′ 12″ est |                |                                                                                          |             | Église du Christ-Roi de la Madeleine                             |
| Église de l'Assomption de Laneuveville-devant-Nancy                             | Laneuveville-devant-Nancy  |         | 48° 39′ 26″ nord, 6° 13′ 52″ est |                |                                                                                          |             | Église de l'Assomption de Laneuveville-devant-Nancy              |
| Église Saint-Gengoult de Lanfroicourt                                           | Lanfroicourt               |         | 48° 48′ 37″ nord, 6° 19′ 54″ est |                |                                                                                          |             | Église Saint-Gengoult de Lanfroicourt                            |
| Église Saint-Hubert de Lantéfontaine                                            | Lantéfontaine              |         | 49° 14′ 52″ nord, 5° 53′ 44″ est | « IA00035310 » |                                                                                          |             | Église Saint-Hubert de Lantéfontaine                             |
| Église Saint-Pierre d'Immonville                                                | Lantéfontaine              |         | 49° 15′ 16″ nord, 5° 52′ 00″ est | « IA00035315 » |                                                                                          |             | Église Saint-Pierre d'Immonville                                 |
| Église Saint-Sébastien de Laronxe                                               | Laronxe                    |         | 48° 32′ 26″ nord, 6° 36′ 15″ est |                |                                                                                          |             | Église Saint-Sébastien de Laronxe                                |
| Église Saint-Genès de Laxou                                                     | Laxou                      |         | 48° 41′ 08″ nord, 6° 08′ 39″ est |                |                                                                                          |             | Église Saint-Genès de Laxou                                      |
| Église Saint-Jean-Baptiste de Champ-le-Bœuf                                     | Laxou                      |         | 48° 41′ 58″ nord, 6° 07′ 55″ est |                |                                                                                          |             | Église Saint-Jean-Baptiste de Champ-le-Bœuf                      |
| Église Saint-Paul des Provinces                                                 | Laxou                      |         | 48° 40′ 46″ nord, 6° 08′ 53″ est |                |                                                                                          |             | Église Saint-Paul des Provinces                                  |
| Église Saint-Christophe de Lay-Saint-Christophe                                 | Lay-Saint-Christophe       |         | 48° 44′ 55″ nord, 6° 12′ 01″ est |                |                                                                                          |             | Église Saint-Christophe de Lay-Saint-Christophe                  |
| Église Saint-Remi de Lay-Saint-Remy                                             | Lay-Saint-Remy             |         | 48° 40′ 48″ nord, 5° 45′ 47″ est |                |                                                                                          |             | Église Saint-Remi de Lay-Saint-Remy                              |
| Église Saint-Laurent de Laître-sous-Amance                                      | Laître-sous-Amance         |         | 48° 44′ 50″ nord, 6° 16′ 30″ est | « PA00106051 » | Classé MH                                                                                | 1862        | Église Saint-Laurent de Laître-sous-Amance                       |
| Église Saint-Martin de Lebeuville                                               | Lebeuville                 |         | 48° 26′ 03″ nord, 6° 14′ 40″ est |                |                                                                                          |             | Église Saint-Martin de Lebeuville                                |
| Église Saint-Michel de Leintrey                                                 | Leintrey                   |         | 48° 37′ 27″ nord, 6° 44′ 22″ est |                |                                                                                          |             | Église Saint-Michel de Leintrey                                  |
| Église Saint-Georges de Lemainville                                             | Lemainville                |         | 48° 30′ 18″ nord, 6° 12′ 05″ est |                |                                                                                          |             | Église Saint-Georges de Lemainville                              |
| Église de la Nativité-de-la-Vierge de Lenoncourt                                | Lenoncourt                 |         | 48° 39′ 58″ nord, 6° 18′ 14″ est |                |                                                                                          |             | Image manquante Téléverser                                       |
| Église Saint-Jacques-le-Majeur des Baroches                                     | Les Baroches               |         | 49° 13′ 53″ nord, 5° 53′ 26″ est | « IA00035275 » |                                                                                          |             | Église Saint-Jacques-le-Majeur des Baroches                      |
| Église de la Très-Sainte-Trinité de Génaville                                   | Les Baroches               |         | 49° 14′ 29″ nord, 5° 53′ 32″ est |                |                                                                                          |             | Église de la Très-Sainte-Trinité de Génaville                    |
| Église Saint-Denis de Lesménils                                                 | Lesménils                  |         | 48° 55′ 52″ nord, 6° 06′ 07″ est |                |                                                                                          |             | Église Saint-Denis de Lesménils                                  |
| Église de la Nativité-de-la-Vierge de Lexy                                      | Lexy                       |         | 49° 30′ 02″ nord, 5° 43′ 56″ est | « IA00060550 » |                                                                                          |             | Église de la Nativité-de-la-Vierge de Lexy                       |
| Église Saint-Hilaire de Leyr                                                    | Leyr                       |         | 48° 48′ 10″ nord, 6° 15′ 54″ est |                |                                                                                          |             | Église Saint-Hilaire de Leyr                                     |
| Église de la Nativité-de-la-Vierge de Limey                                     | Limey-Remenauville         |         | 48° 53′ 10″ nord, 5° 53′ 48″ est |                |                                                                                          |             | Église de la Nativité-de-la-Vierge de Limey                      |
| Église Saint-Remy de Lironville                                                 | Lironville                 |         | 48° 52′ 08″ nord, 5° 54′ 26″ est |                |                                                                                          |             | Église Saint-Remy de Lironville                                  |
| Église Saint-Pierre de Liverdun                                                 | Liverdun                   |         | 48° 45′ 08″ nord, 6° 03′ 49″ est | « PA00106062 » | Classé MH                                                                                | 1924        | Église Saint-Pierre de Liverdun                                  |
| Église Saint-Pierre de Loisy                                                    | Loisy                      |         | 48° 51′ 59″ nord, 6° 05′ 52″ est |                |                                                                                          |             | Église Saint-Pierre de Loisy                                     |
| Église Saint-Laurent de Longlaville                                             | Longlaville                |         | 49° 32′ 00″ nord, 5° 48′ 00″ est | « IA00048634 » |                                                                                          |             | Église Saint-Laurent de Longlaville                              |
| Église Sainte-Agathe de Longuyon                                                | Longuyon                   |         | 49° 27′ 01″ nord, 5° 36′ 05″ est | « PA00106072 » | Classé MH                                                                                | 1875        | Église Sainte-Agathe de Longuyon                                 |
| Église de la Sainte-Vierge de Noërs                                             | Longuyon                   |         | 49° 26′ 01″ nord, 5° 34′ 52″ est |                |                                                                                          |             | Église de la Sainte-Vierge de Noërs                              |
| Église Saint-Dagobert de Longwy-Haut                                            | Longwy                     |         | 49° 31′ 27″ nord, 5° 45′ 43″ est | « PA00106074 » | Classé MH                                                                                | 1921        | Église Saint-Dagobert de Longwy-Haut                             |
| Église Saint-Jules de Gouraincourt                                              | Longwy                     |         | 49° 31′ 47″ nord, 5° 46′ 41″ est | « IA00074510 » |                                                                                          |             | Église Saint-Jules de Gouraincourt                               |
| Église de la Sainte-Trinité de Longwy-Bas                                       | Longwy                     |         | 49° 30′ 51″ nord, 5° 45′ 58″ est | « IA00074472 » |                                                                                          |             | Église de la Sainte-Trinité de Longwy-Bas                        |
| Église de la Sainte-Croix de Lorey                                              | Lorey                      |         | 48° 29′ 55″ nord, 6° 18′ 18″ est |                |                                                                                          |             | Église de la Sainte-Croix de Lorey                               |
| Église Saint-Martin de Loromontzey                                              | Loromontzey                |         | 48° 26′ 08″ nord, 6° 22′ 35″ est |                |                                                                                          |             | Église Saint-Martin de Loromontzey                               |
| Église Saint-Étienne de Lubey                                                   | Lubey                      |         | 49° 14′ 39″ nord, 5° 51′ 23″ est | « IA00035318 » |                                                                                          |             | Église Saint-Étienne de Lubey                                    |
| Église Saint-Étienne de Lucey                                                   | Lucey                      |         | 48° 43′ 13″ nord, 5° 50′ 06″ est |                |                                                                                          |             | Église Saint-Étienne de Lucey                                    |
| Église Saint-Epvre de Ludres                                                    | Ludres                     |         | 48° 37′ 21″ nord, 6° 09′ 40″ est |                |                                                                                          |             | Église Saint-Epvre de Ludres                                     |
| Église Saint-Jacques de Lunéville                                               | Lunéville                  |         | 48° 35′ 32″ nord, 6° 29′ 31″ est | « PA00106081 » | Classé MH                                                                                | 1926        | Église Saint-Jacques de Lunéville                                |
| Église Sainte-Jeanne-d'Arc de Lunéville                                         | Lunéville                  |         | 48° 35′ 20″ nord, 6° 30′ 17″ est | « PA54000021 » | Inscrit MH                                                                               | 2001        | Église Sainte-Jeanne-d'Arc de Lunéville                          |
| Église Saint-Léopold de Lunéville                                               | Lunéville                  |         | 48° 35′ 58″ nord, 6° 29′ 16″ est | « PA54000080 » | Inscrit MH                                                                               | 2014        | Église Saint-Léopold de Lunéville                                |
| Église Saint-Maur de Lunéville                                                  | Lunéville                  |         | 48° 35′ 13″ nord, 6° 29′ 17″ est | « IA00121592 » |                                                                                          |             | Église Saint-Maur de Lunéville                                   |
| Église Saint-Epvre de Lupcourt                                                  | Lupcourt                   |         | 48° 36′ 40″ nord, 6° 14′ 10″ est |                |                                                                                          |             | Image manquante Téléverser                                       |
| Église Saint-Remy de Létricourt                                                 | Létricourt                 |         | 48° 52′ 30″ nord, 6° 17′ 38″ est |                |                                                                                          |             | Église Saint-Remy de Létricourt                                  |
| Église Saint-Laurent de Magnières                                               | Magnières                  |         | 48° 27′ 24″ nord, 6° 34′ 08″ est |                |                                                                                          |             | Église Saint-Laurent de Magnières                                |
| Église Saint-Nicolas de Maidières                                               | Maidières                  |         | 48° 54′ 02″ nord, 6° 02′ 18″ est |                |                                                                                          |             | Église Saint-Nicolas de Maidières                                |
| Église Saint-Remy de Mailly-sur-Seille                                          | Mailly-sur-Seille          |         | 48° 54′ 38″ nord, 6° 14′ 44″ est |                |                                                                                          |             | Église Saint-Remy de Mailly-sur-Seille                           |
| Église Saint-Martin-de-Mairy de Mairy-Mainville                                 | Mairy-Mainville            |         | 49° 18′ 17″ nord, 5° 51′ 39″ est | « PA00106087 » | Classé MH                                                                                | 1990        | Église Saint-Martin-de-Mairy de Mairy-Mainville                  |
| Église Saint-Pierre de Mainville                                                | Mairy-Mainville            |         | 49° 17′ 32″ nord, 5° 50′ 46″ est | « IA00035647 » |                                                                                          |             | Église Saint-Pierre de Mainville                                 |
| Église Saint-Martin de Maixe                                                    | Maixe                      |         | 48° 38′ 40″ nord, 6° 26′ 27″ est |                |                                                                                          |             | Église Saint-Martin de Maixe                                     |
| Église de la Nativité-de-la-Vierge de Maizières                                 | Maizières                  |         | 48° 35′ 04″ nord, 6° 03′ 40″ est |                |                                                                                          |             | Église de la Nativité-de-la-Vierge de Maizières                  |
| Église Saint-Didier de Malavillers                                              | Malavillers                |         | 49° 21′ 21″ nord, 5° 52′ 08″ est | « IA00035654 » |                                                                                          |             | Église Saint-Didier de Malavillers                               |
| Église de l'Assomption de Malleloy                                              | Malleloy                   |         | 48° 47′ 41″ nord, 6° 09′ 49″ est |                |                                                                                          |             | Église de l'Assomption de Malleloy                               |
| Église Saint-Hubert de Mamey                                                    | Mamey                      |         | 48° 52′ 30″ nord, 5° 57′ 28″ est |                |                                                                                          |             | Église Saint-Hubert de Mamey                                     |
| Église Saint-Martin de Mance                                                    | Mance                      |         | 49° 16′ 04″ nord, 5° 54′ 57″ est | « IA00035325 » |                                                                                          |             | Église Saint-Martin de Mance                                     |
| Église Saint-Siméon de Mancieulles                                              | Mancieulles                |         | 49° 16′ 56″ nord, 5° 53′ 20″ est | « IA00035339 » |                                                                                          |             | Église Saint-Siméon de Mancieulles                               |
| Église Saint-Martin de Mandres-aux-Quatre-Tours                                 | Mandres-aux-Quatre-Tours   |         | 48° 50′ 27″ nord, 5° 47′ 59″ est | « PA00106089 » | Inscrit MH Portail                                                                       | 1926        | Église Saint-Martin de Mandres-aux-Quatre-Tours                  |
| Église de l'Immaculée-Conception de Mangonville                                 | Mangonville                |         | 48° 27′ 22″ nord, 6° 17′ 20″ est |                |                                                                                          |             | Église de l'Immaculée-Conception de Mangonville                  |
| Église de la Nativité-de-la-Vierge de Manoncourt-en-Vermois                     | Manoncourt-en-Vermois      |         | 48° 36′ 06″ nord, 6° 15′ 59″ est |                |                                                                                          |             | Église de la Nativité-de-la-Vierge de Manoncourt-en-Vermois      |
| Église Saint-Martin de Manoncourt-en-Woëvre                                     | Manoncourt-en-Woëvre       |         | 48° 47′ 02″ nord, 5° 55′ 35″ est |                |                                                                                          |             | Église Saint-Martin de Manoncourt-en-Woëvre                      |
| Église Saint-Laurent de Manonville                                              | Manonville                 |         | 48° 49′ 46″ nord, 5° 54′ 43″ est |                |                                                                                          |             | Église Saint-Laurent de Manonville                               |
| Église de l'Assomption de Manonviller                                           | Manonviller                |         | 48° 34′ 59″ nord, 6° 39′ 01″ est |                |                                                                                          |             | Église de l'Assomption de Manonviller                            |
| Église Saints-Pierre-et-Paul de Marainviller                                    | Marainviller               |         | 48° 35′ 24″ nord, 6° 36′ 04″ est |                |                                                                                          |             | Église Saints-Pierre-et-Paul de Marainviller                     |
| Église Saint-Gengoult de Marbache                                               | Marbache                   |         | 48° 47′ 40″ nord, 6° 05′ 59″ est |                |                                                                                          |             | Église Saint-Gengoult de Marbache                                |
| Église Saint-Gengoult de Maron                                                  | Maron                      |         | 48° 38′ 06″ nord, 6° 02′ 52″ est |                |                                                                                          |             | Église Saint-Gengoult de Maron                                   |
| Église Saint-Martin de Mars-la-Tour                                             | Mars-la-Tour               |         | 49° 05′ 55″ nord, 5° 53′ 15″ est | « IA00034831 » |                                                                                          |             | Église Saint-Martin de Mars-la-Tour                              |
| Église de l'Assomption de Marthemont                                            | Marthemont                 |         | 48° 33′ 38″ nord, 6° 02′ 33″ est |                |                                                                                          |             | Église de l'Assomption de Marthemont                             |
| Église Saint-Jean-Baptiste de Martincourt                                       | Martincourt                |         | 48° 50′ 46″ nord, 5° 56′ 47″ est |                |                                                                                          |             | Image manquante Téléverser                                       |
| Église Saint-Martin de Mattexey                                                 | Mattexey                   |         | 48° 26′ 37″ nord, 6° 30′ 56″ est |                |                                                                                          |             | Église Saint-Martin de Mattexey                                  |
| Église Saint-Martin de Maxéville                                                | Maxéville                  |         | 48° 42′ 41″ nord, 6° 09′ 44″ est |                |                                                                                          |             | Église Saint-Martin de Maxéville                                 |
| Église de la Sainte-Croix de Mazerulles                                         | Mazerulles                 |         | 48° 45′ 33″ nord, 6° 22′ 48″ est |                |                                                                                          |             | Église de la Sainte-Croix de Mazerulles                          |
| Église Saint-Remy de Mercy-le-Bas                                               | Mercy-le-Bas               |         | 49° 23′ 23″ nord, 5° 45′ 41″ est | « IA00035660 » |                                                                                          |             | Église Saint-Remy de Mercy-le-Bas                                |
| Église de la Décollation-de-Saint-Jean-Baptiste de Boudrezy                     | Mercy-le-Haut              |         | 49° 22′ 13″ nord, 5° 48′ 38″ est | « IA00035685 » |                                                                                          |             | Église de la Décollation-de-Saint-Jean-Baptiste de Boudrezy      |
| Église Saint-Salvin de Mercy-le-Haut                                            | Mercy-le-Haut              |         | 49° 22′ 06″ nord, 5° 49′ 28″ est | « IA00035674 » |                                                                                          |             | Église Saint-Salvin de Mercy-le-Haut                             |
| Église Saint-Barthélemy de Merviller                                            | Merviller                  |         | 48° 28′ 51″ nord, 6° 46′ 34″ est |                |                                                                                          |             | Église Saint-Barthélemy de Merviller                             |
| Église Saints-Pierre-et-Paul de Messein                                         | Messein                    |         | 48° 36′ 38″ nord, 6° 08′ 33″ est |                |                                                                                          |             | Image manquante Téléverser                                       |
| Église Saint-Barthélemy de Mexy                                                 | Mexy                       |         | 49° 30′ 03″ nord, 5° 47′ 03″ est |                |                                                                                          |             | Image manquante Téléverser                                       |
| Église Saint-Georges de Mignéville                                              | Mignéville                 |         | 48° 31′ 56″ nord, 6° 46′ 44″ est |                |                                                                                          |             | Église Saint-Georges de Mignéville                               |
| Église Saint-Martin de Millery                                                  | Millery                    |         | 48° 49′ 02″ nord, 6° 07′ 42″ est |                |                                                                                          |             | Église Saint-Martin de Millery                                   |
| Église Saint-Étienne de Minorville                                              | Minorville                 |         | 48° 49′ 04″ nord, 5° 53′ 34″ est |                |                                                                                          |             | Image manquante Téléverser                                       |
| Église Saint-Nicolas de Moineville                                              | Moineville                 |         | 49° 12′ 18″ nord, 5° 56′ 35″ est | « IA00034932 » |                                                                                          |             | Église Saint-Nicolas de Moineville                               |
| Église Saint-Gorgon de Moivrons                                                 | Moivrons                   |         | 48° 49′ 22″ nord, 6° 14′ 58″ est |                |                                                                                          |             | Église Saint-Gorgon de Moivrons                                  |
| Église Saint-Martin de Moncel-lès-Lunéville                                     | Moncel-lès-Lunéville       |         | 48° 34′ 24″ nord, 6° 31′ 42″ est |                |                                                                                          |             | Église Saint-Martin de Moncel-lès-Lunéville                      |
| Église Saint-Pierre de Moncel-sur-Seille                                        | Moncel-sur-Seille          |         | 48° 45′ 54″ nord, 6° 25′ 19″ est |                |                                                                                          |             | Église Saint-Pierre de Moncel-sur-Seille                         |
| Église Saint-Julien de Mont                                                     | Mont-Bonvillers            |         | 49° 19′ 33″ nord, 5° 50′ 13″ est | « PA00106001 » | Classé MH                                                                                | 1933        | Église Saint-Julien de Mont                                      |
| Église Saint-Étienne-et-Saint-Thibault de Bonvillers                            | Mont-Bonvillers            |         | 49° 19′ 22″ nord, 5° 50′ 26″ est | « PA00106453 » | Inscrit MH                                                                               | 1992        | Église Saint-Étienne-et-Saint-Thibault de Bonvillers             |
| Église Saint-Martin de Mont-Saint-Martin                                        | Mont-Saint-Martin          |         | 49° 32′ 27″ nord, 5° 46′ 51″ est | « PA00106093 » | Classé MH                                                                                | 1889        | Église Saint-Martin de Mont-Saint-Martin                         |
| Église Saint-Barthélemy de Mont-Saint-Martin                                    | Mont-Saint-Martin          |         | 49° 32′ 52″ nord, 5° 47′ 03″ est | « IA00060567 » |                                                                                          |             | Église Saint-Barthélemy de Mont-Saint-Martin                     |
| Église de l'Assomption de Mont-Saint-Martin                                     | Mont-Saint-Martin          |         | 49° 32′ 09″ nord, 5° 45′ 58″ est | « IA00060568 » |                                                                                          |             | Église de l'Assomption de Mont-Saint-Martin                      |
| Église Saint-Remy de Mont-l'Étroit                                              | Mont-l'Étroit              |         | 48° 29′ 58″ nord, 5° 47′ 11″ est |                |                                                                                          |             | Église Saint-Remy de Mont-l'Étroit                               |
| Église Saint-Mansuy de Mont-le-Vignoble                                         | Mont-le-Vignoble           |         | 48° 36′ 40″ nord, 5° 50′ 31″ est |                |                                                                                          |             | Église Saint-Mansuy de Mont-le-Vignoble                          |
| Église Saint-Aignan de Mont-sur-Meurthe                                         | Mont-sur-Meurthe           |         | 48° 33′ 22″ nord, 6° 26′ 35″ est |                |                                                                                          |             | Église Saint-Aignan de Mont-sur-Meurthe                          |
| Église Sainte-Madeleine de Montauville                                          | Montauville                |         | 48° 54′ 01″ nord, 6° 01′ 21″ est |                |                                                                                          |             | Église Sainte-Madeleine de Montauville                           |
| Église Saint-Epvre de Montenoy                                                  | Montenoy                   |         | 48° 47′ 42″ nord, 6° 13′ 49″ est |                |                                                                                          |             | Église Saint-Epvre de Montenoy                                   |
| Église Saint-Denys de Montigny-sur-Chiers                                       | Montigny-sur-Chiers        |         | 49° 28′ 42″ nord, 5° 40′ 10″ est |                |                                                                                          |             | Église Saint-Denys de Montigny-sur-Chiers                        |
| Église Saint-Privat de Fermont                                                  | Montigny-sur-Chiers        |         | 49° 28′ 05″ nord, 5° 39′ 57″ est | « IA00052671 » |                                                                                          |             | Église Saint-Privat de Fermont                                   |
| Église de l'Assomption de Montreux                                              | Montreux                   |         | 48° 32′ 09″ nord, 6° 53′ 04″ est |                |                                                                                          |             | Église de l'Assomption de Montreux                               |
| Église de l'Assomption de Morfontaine                                           | Morfontaine                |         | 49° 26′ 39″ nord, 5° 48′ 24″ est | « IA00048964 » |                                                                                          |             | Église de l'Assomption de Morfontaine                            |
| Église de l'Assomption de Moriviller                                            | Moriviller                 |         | 48° 28′ 36″ nord, 6° 26′ 26″ est | « IA54002110 » |                                                                                          |             | Église de l'Assomption de Moriviller                             |
| Église Saint-Pierre de Morville-sur-Seille                                      | Morville-sur-Seille        |         | 48° 55′ 00″ nord, 6° 09′ 22″ est |                |                                                                                          |             | Église Saint-Pierre de Morville-sur-Seille                       |
| Église Saint-Nicolas de Mouacourt                                               | Mouacourt                  |         | 48° 40′ 45″ nord, 6° 37′ 36″ est |                |                                                                                          |             | Église Saint-Nicolas de Mouacourt                                |
| Église Saint-Michel de Mouaville                                                | Mouaville                  |         | 49° 12′ 38″ nord, 5° 46′ 14″ est | « IA00035142 » |                                                                                          |             | Église Saint-Michel de Mouaville                                 |
| Église de l'Assomption de Mousson                                               | Mousson                    |         | 48° 54′ 23″ nord, 6° 04′ 48″ est |                |                                                                                          |             | Église de l'Assomption de Mousson                                |
| Église de la Très-Sainte-Trinité de Moutiers                                    | Moutiers                   |         | 49° 13′ 48″ nord, 5° 57′ 07″ est | « IA00034938 » |                                                                                          |             | Image manquante Téléverser                                       |
| Église Saint-Élophe de Moutrot                                                  | Moutrot                    |         | 48° 36′ 10″ nord, 5° 53′ 36″ est |                |                                                                                          |             | Église Saint-Élophe de Moutrot                                   |
| Église Saint-Martin de Moyen                                                    | Moyen                      |         | 48° 29′ 02″ nord, 6° 34′ 00″ est |                |                                                                                          |             | Église Saint-Martin de Moyen                                     |
| Église Saint-Barthélemy de Murville                                             | Murville                   |         | 49° 20′ 18″ nord, 5° 49′ 33″ est | « IA00035718 » |                                                                                          |             | Église Saint-Barthélemy de Murville                              |
| Église Saint-Pierre de Méhoncourt                                               | Méhoncourt                 |         | 48° 30′ 38″ nord, 6° 22′ 34″ est |                |                                                                                          |             | Église Saint-Pierre de Méhoncourt                                |
| Église Saint-Laurent de Ménil-la-Tour                                           | Ménil-la-Tour              |         | 48° 45′ 58″ nord, 5° 51′ 48″ est |                |                                                                                          |             | Église Saint-Laurent de Ménil-la-Tour                            |
| Église Saint-Maurice de Méréville                                               | Méréville                  |         | 48° 35′ 40″ nord, 6° 09′ 09″ est |                |                                                                                          |             | Église Saint-Maurice de Méréville                                |
| Cathédrale Notre-Dame-de-l'Annonciation de Nancy                                | Nancy                      |         | 48° 41′ 29″ nord, 6° 11′ 10″ est | « PA00106102 » | Classé MH                                                                                | 1906        | Cathédrale Notre-Dame-de-l'Annonciation de Nancy                 |
| Église des Cordeliers de Nancy                                                  | Nancy                      |         | 48° 41′ 52″ nord, 6° 10′ 46″ est | « PA00106105 » | Classé MH                                                                                | 1840        | Église des Cordeliers de Nancy                                   |
| Basilique Notre-Dame-de-Lourdes de Nancy                                        | Nancy                      |         | 48° 40′ 24″ nord, 6° 10′ 30″ est |                |                                                                                          |             | Basilique Notre-Dame-de-Lourdes de Nancy                         |
| Basilique Saint-Epvre de Nancy                                                  | Nancy                      |         | 48° 41′ 45″ nord, 6° 10′ 48″ est | « PA00106109 » | Classé MH                                                                                | 1999        | Basilique Saint-Epvre de Nancy                                   |
| Basilique du Sacré-Cœur de Nancy                                                | Nancy                      |         | 48° 41′ 09″ nord, 6° 09′ 44″ est |                |                                                                                          |             | Basilique du Sacré-Cœur de Nancy                                 |
| Église de la Vierge-des-Pauvres                                                 | Nancy                      |         | 48° 42′ 10″ nord, 6° 09′ 16″ est | « EA54141201 » |                                                                                          |             | Église de la Vierge-des-Pauvres                                  |
| Collégiale Saint-Georges de Nancy                                               | Nancy                      |         | 48° 41′ 49″ nord, 6° 10′ 49″ est |                |                                                                                          |             | Collégiale Saint-Georges de Nancy                                |
| Église Notre-Dame-de-Bonsecours de Nancy                                        | Nancy                      |         | 48° 40′ 36″ nord, 6° 11′ 58″ est | « PA00106108 » | Classé MH                                                                                | 1906        | Église Notre-Dame-de-Bonsecours de Nancy                         |
| Église Saint-Fiacre de Nancy                                                    | Nancy                      |         | 48° 42′ 04″ nord, 6° 10′ 18″ est |                |                                                                                          |             | Église Saint-Fiacre de Nancy                                     |
| Église Saint-Georges de Nancy                                                   | Nancy                      |         | 48° 41′ 45″ nord, 6° 11′ 41″ est |                |                                                                                          |             | Église Saint-Georges de Nancy                                    |
| Église Saint-Joseph de Nancy                                                    | Nancy                      |         | 48° 41′ 00″ nord, 6° 10′ 27″ est |                |                                                                                          |             | Église Saint-Joseph de Nancy                                     |
| Église Saint-Léon de Nancy                                                      | Nancy                      |         | 48° 41′ 21″ nord, 6° 10′ 19″ est |                |                                                                                          |             | Église Saint-Léon de Nancy                                       |
| Église Saint-Nicolas de Nancy                                                   | Nancy                      |         | 48° 41′ 15″ nord, 6° 11′ 10″ est | « IA54003081 » |                                                                                          |             | Église Saint-Nicolas de Nancy                                    |
| Église Saint-Pierre de Nancy                                                    | Nancy                      |         | 48° 41′ 00″ nord, 6° 11′ 31″ est |                |                                                                                          |             | Église Saint-Pierre de Nancy                                     |
| Église Saint-Sébastien de Nancy                                                 | Nancy                      |         | 48° 41′ 20″ nord, 6° 10′ 51″ est | « PA00106110 » | Classé MH                                                                                | 1921        | Église Saint-Sébastien de Nancy                                  |
| Église Sainte-Anne de Nancy                                                     | Nancy                      |         | 48° 41′ 34″ nord, 6° 08′ 32″ est | « IA54003316 » |                                                                                          |             | Église Sainte-Anne de Nancy                                      |
| Église Saint-Mansuy de Nancy                                                    | Nancy                      |         | 48° 41′ 50″ nord, 6° 09′ 19″ est |                |                                                                                          |             | Église Saint-Mansuy de Nancy                                     |
| Église Saint-Vincent-de-Paul de Nancy                                           | Nancy                      |         | 48° 42′ 05″ nord, 6° 11′ 22″ est |                |                                                                                          |             | Église Saint-Vincent-de-Paul de Nancy                            |
| Église Notre-Dame-du-Mont-Carmel de Neufmaisons                                 | Neufmaisons                |         | 48° 27′ 30″ nord, 6° 50′ 47″ est |                |                                                                                          |             | Église Notre-Dame-du-Mont-Carmel de Neufmaisons                  |
| Église Saint-Antoine-de-Padoue de Neuves-Maisons                                | Neuves-Maisons             |         | 48° 36′ 59″ nord, 6° 06′ 17″ est |                |                                                                                          |             | Église Saint-Antoine-de-Padoue de Neuves-Maisons                 |
| Église de l'Invention-de-la-Croix-et-Saint-Laurent de Neuviller-lès-Badonviller | Neuviller-lès-Badonviller  |         | 48° 31′ 03″ nord, 6° 52′ 30″ est |                |                                                                                          |             | Image manquante Téléverser                                       |
| Église Saint-Pierre de Neuviller-sur-Moselle                                    | Neuviller-sur-Moselle      |         | 48° 29′ 31″ nord, 6° 17′ 13″ est |                |                                                                                          |             | Église Saint-Pierre de Neuviller-sur-Moselle                     |
| Église Saint-Étienne de Nomeny                                                  | Nomeny                     |         | 48° 53′ 20″ nord, 6° 13′ 32″ est | « PA00106324 » | Classé MH                                                                                | 1907        | Église Saint-Étienne de Nomeny                                   |
| Église Saint-Martin de Nonhigny                                                 | Nonhigny                   |         | 48° 33′ 04″ nord, 6° 52′ 46″ est |                |                                                                                          |             | Église Saint-Martin de Nonhigny                                  |
| Église Saint-Martin de Norroy-le-Sec                                            | Norroy-le-Sec              |         | 49° 16′ 47″ nord, 5° 48′ 36″ est | « IA00035148 » |                                                                                          |             | Église Saint-Martin de Norroy-le-Sec                             |
| Église Saint-Remy de Norroy-lès-Pont-à-Mousson                                  | Norroy-lès-Pont-à-Mousson  |         | 48° 56′ 06″ nord, 6° 01′ 36″ est |                |                                                                                          |             | Église Saint-Remy de Norroy-lès-Pont-à-Mousson                   |
| Église Saint-Jean-Baptiste de Noviant-aux-Prés                                  | Noviant-aux-Prés           |         | 48° 50′ 24″ nord, 5° 52′ 54″ est |                |                                                                                          |             | Église Saint-Jean-Baptiste de Noviant-aux-Prés                   |
| Église Saint-Maurice d'Ochey                                                    | Ochey                      |         | 48° 34′ 52″ nord, 5° 56′ 40″ est |                |                                                                                          |             | Image manquante Téléverser                                       |
| Église Saint-Blaise d'Ognéville                                                 | Ognéville                  |         | 48° 28′ 29″ nord, 6° 03′ 55″ est | « IA54001054 » |                                                                                          |             | Église Saint-Blaise d'Ognéville                                  |
| Église Saint-Georges d'Ogéviller                                                | Ogéviller                  |         | 48° 32′ 46″ nord, 6° 43′ 37″ est |                |                                                                                          |             | Église Saint-Georges d'Ogéviller                                 |
| Église Saint-Rémy d'Olley                                                       | Olley                      |         | 49° 09′ 48″ nord, 5° 45′ 46″ est | « PA00106325 » | Classé MH                                                                                | 1875        | Église Saint-Rémy d'Olley                                        |
| Église Saint-Joseph et Saint-Claude d'Omelmont                                  | Omelmont                   |         | 48° 30′ 04″ nord, 6° 06′ 45″ est |                |                                                                                          |             | Église Saint-Joseph et Saint-Claude d'Omelmont                   |
| Église Saint-Remy d'Onville                                                     | Onville                    |         | 49° 01′ 03″ nord, 5° 58′ 18″ est | « PA00106327 » | Inscrit MH Le clocher                                                                    | 1978        | Église Saint-Remy d'Onville                                      |
| Église Saint-Remy d'Ormes-et-Ville                                              | Ormes-et-Ville             |         | 48° 29′ 25″ nord, 6° 12′ 22″ est |                |                                                                                          |             | Église Saint-Remy d'Ormes-et-Ville                               |
| Église Saint-Martin d'Othe                                                      | Othe                       |         | 49° 29′ 39″ nord, 5° 26′ 33″ est | « IA00052759 » |                                                                                          |             | Église Saint-Martin d'Othe                                       |
| Église Saint-Christophe d'Ozerailles                                            | Ozerailles                 |         | 49° 13′ 51″ nord, 5° 50′ 31″ est | « IA00035193 » |                                                                                          |             | Église Saint-Christophe d'Ozerailles                             |
| Église Saint-Brice de Pagney-derrière-Barine                                    | Pagney-derrière-Barine     |         | 48° 41′ 34″ nord, 5° 50′ 46″ est |                |                                                                                          |             | Église Saint-Brice de Pagney-derrière-Barine                     |
| Église Saint-Martin de Pagny-sur-Moselle                                        | Pagny-sur-Moselle          |         | 48° 58′ 59″ nord, 6° 01′ 19″ est | « PA00106328 » | Classé MH                                                                                | 1920        | Église Saint-Martin de Pagny-sur-Moselle                         |
| Église Saint-Remy de Pannes                                                     | Pannes                     |         | 48° 56′ 00″ nord, 5° 48′ 10″ est |                |                                                                                          |             | Église Saint-Remy de Pannes                                      |
| Église Saint-Cézaire de Parey-Saint-Césaire                                     | Parey-Saint-Césaire        |         | 48° 31′ 54″ nord, 6° 04′ 03″ est | « IA54001171 » |                                                                                          |             | Église Saint-Cézaire de Parey-Saint-Césaire                      |
| Église Saint-Pierre de Parroy                                                   | Parroy                     |         | 48° 40′ 58″ nord, 6° 36′ 03″ est |                |                                                                                          |             | Église Saint-Pierre de Parroy                                    |
| Église Saint-Hubert de Parux                                                    | Parux                      |         | 48° 32′ 20″ nord, 6° 55′ 21″ est |                |                                                                                          |             | Église Saint-Hubert de Parux                                     |
| Église Saint-Remy de Petit-Failly                                               | Petit-Failly               |         | 49° 26′ 21″ nord, 5° 29′ 33″ est | « IA00052676 » |                                                                                          |             | Église Saint-Remy de Petit-Failly                                |
| Église Saint-Pierre de Petitmont                                                | Petitmont                  |         | 48° 33′ 28″ nord, 6° 57′ 24″ est |                |                                                                                          |             | Image manquante Téléverser                                       |
| Église Saint-Urbain de Pettonville                                              | Pettonville                |         | 48° 31′ 45″ nord, 6° 44′ 33″ est |                |                                                                                          |             | Église Saint-Urbain de Pettonville                               |
| Église Saint-Pierre-aux-Liens de Pexonne                                        | Pexonne                    |         | 48° 29′ 01″ nord, 6° 52′ 00″ est |                |                                                                                          |             | Église Saint-Pierre-aux-Liens de Pexonne                         |
| Église de l'Assomption de Phlin                                                 | Phlin                      |         | 48° 54′ 46″ nord, 6° 16′ 33″ est |                |                                                                                          |             | Église de l'Assomption de Phlin                                  |
| Église Saint-Crépin de Piennes                                                  | Piennes                    |         | 49° 18′ 27″ nord, 5° 47′ 16″ est |                |                                                                                          |             | Église Saint-Crépin de Piennes                                   |
| Église Saint-Gengoult de Pierre-Percée                                          | Pierre-Percée              |         | 48° 28′ 08″ nord, 6° 55′ 56″ est |                |                                                                                          |             | Église Saint-Gengoult de Pierre-Percée                           |
| Église Saint-Christophe de Pierre-la-Treiche                                    | Pierre-la-Treiche          |         | 48° 38′ 35″ nord, 5° 55′ 54″ est |                |                                                                                          |             | Église Saint-Christophe de Pierre-la-Treiche                     |
| Église Saint-Côme-et-Saint-Damien de Pierrepont                                 | Pierrepont                 |         | 49° 24′ 57″ nord, 5° 42′ 47″ est | « IA00052682 » |                                                                                          |             | Église Saint-Côme-et-Saint-Damien de Pierrepont                  |
| Église Saint-Léger de Pierreville                                               | Pierreville                |         | 48° 32′ 56″ nord, 6° 07′ 25″ est | « IA54001174 » |                                                                                          |             | Église Saint-Léger de Pierreville                                |
| Église Saint-Epvre de Pompey                                                    | Pompey                     |         | 48° 45′ 49″ nord, 6° 07′ 12″ est |                |                                                                                          |             | Église Saint-Epvre de Pompey                                     |
| Église Saint-Julien de Pont-Saint-Vincent                                       | Pont-Saint-Vincent         |         | 48° 36′ 16″ nord, 6° 05′ 51″ est | « PA00106352 » | Inscrit MH                                                                               | 1926        | Église Saint-Julien de Pont-Saint-Vincent                        |
| Église de l'Assomption de Port-sur-Seille                                       | Port-sur-Seille            |         | 48° 54′ 09″ nord, 6° 09′ 53″ est |                |                                                                                          |             | Église de l'Assomption de Port-sur-Seille                        |
| Église Saint-Gérard de Praye                                                    | Praye                      |         | 48° 26′ 11″ nord, 6° 06′ 25″ est | « IA54001136 » |                                                                                          |             | Église Saint-Gérard de Praye                                     |
| Église de la Nativité-de-la-Vierge de Preutin                                   | Preutin-Higny              |         | 49° 20′ 40″ nord, 5° 47′ 24″ est | « IA00035740 » |                                                                                          |             | Église de la Nativité-de-la-Vierge de Preutin                    |
| Église Saint-Gorgon d'Higny                                                     | Preutin-Higny              |         | 49° 21′ 15″ nord, 5° 48′ 00″ est | « IA00035747 » |                                                                                          |             | Église Saint-Gorgon d'Higny                                      |
| Église Saint-Pierre de Prény                                                    | Prény                      |         | 48° 58′ 34″ nord, 5° 59′ 53″ est |                |                                                                                          |             | Église Saint-Pierre de Prény                                     |
| Église Saint-Pierre-aux-Liens de Pulligny                                       | Pulligny                   |         | 48° 32′ 37″ nord, 6° 08′ 25″ est | « PA00106354 » | Inscrit MH                                                                               | 1926        | Église Saint-Pierre-aux-Liens de Pulligny                        |
| Église de la Nativité-de-la-Vierge de Pulney                                    | Pulney                     |         | 48° 23′ 55″ nord, 6° 02′ 00″ est |                |                                                                                          |             | Église de la Nativité-de-la-Vierge de Pulney                     |
| Église Saint-Quentin de Pulnoy                                                  | Pulnoy                     |         | 48° 42′ 01″ nord, 6° 15′ 23″ est |                |                                                                                          |             | Église Saint-Quentin de Pulnoy                                   |
| Église Saint-Étienne de Puxe                                                    | Puxe                       |         | 49° 09′ 22″ nord, 5° 47′ 28″ est | « IA00035234 » |                                                                                          |             | Église Saint-Étienne de Puxe                                     |
| Église Sainte-Cécile de Puxieux                                                 | Puxieux                    |         | 49° 04′ 36″ nord, 5° 53′ 21″ est | « IA00034847 » |                                                                                          |             | Église Sainte-Cécile de Puxieux                                  |
| Église de la Nativité-de-la-Vierge de Raon-lès-Leau                             | Raon-lès-Leau              |         | 48° 30′ 46″ nord, 7° 06′ 01″ est |                |                                                                                          |             | Église de la Nativité-de-la-Vierge de Raon-lès-Leau              |
| Église Saint-Martin de Raucourt                                                 | Raucourt                   |         | 48° 55′ 37″ nord, 6° 13′ 07″ est |                |                                                                                          |             | Église Saint-Martin de Raucourt                                  |
| Église Saint-Gengoult de Raville-sur-Sânon                                      | Raville-sur-Sânon          |         | 48° 39′ 05″ nord, 6° 29′ 55″ est |                |                                                                                          |             | Église Saint-Gengoult de Raville-sur-Sânon                       |
| Église de l'Assomption de Rehainviller                                          | Rehainviller               |         | 48° 33′ 43″ nord, 6° 28′ 01″ est |                |                                                                                          |             | Église de l'Assomption de Rehainviller                           |
| Église de l'Assomption de Reherrey                                              | Reherrey                   |         | 48° 30′ 33″ nord, 6° 46′ 00″ est |                |                                                                                          |             | Église de l'Assomption de Reherrey                               |
| Église de la Nativité-de-la-Vierge de Reillon                                   | Reillon                    |         | 48° 35′ 53″ nord, 6° 44′ 33″ est |                |                                                                                          |             | Église de la Nativité-de-la-Vierge de Reillon                    |
| Église Saint-Gengoult de Rembercourt-sur-Mad                                    | Rembercourt-sur-Mad        |         | 48° 59′ 14″ nord, 5° 54′ 15″ est |                |                                                                                          |             | Église Saint-Gengoult de Rembercourt-sur-Mad                     |
| Église Saint-Epvre de Remenoville                                               | Remenoville                |         | 48° 27′ 51″ nord, 6° 28′ 24″ est |                |                                                                                          |             | Image manquante Téléverser                                       |
| Église Saint-Martin de Remoncourt                                               | Remoncourt                 |         | 48° 39′ 29″ nord, 6° 44′ 07″ est |                |                                                                                          |             | Église Saint-Martin de Remoncourt                                |
| Église Saint-Paul de Repaix                                                     | Repaix                     |         | 48° 36′ 26″ nord, 6° 49′ 56″ est |                |                                                                                          |             | Église Saint-Paul de Repaix                                      |
| Église Saint-Georges de Richardménil                                            | Richardménil               |         | 48° 35′ 31″ nord, 6° 10′ 07″ est |                |                                                                                          |             | Église Saint-Georges de Richardménil                             |
| Église Saint-Remy de Rogéville                                                  | Rogéville                  |         | 48° 49′ 10″ nord, 5° 58′ 49″ est |                |                                                                                          |             | Image manquante Téléverser                                       |
| Église Saint-Pierre de Rosières-aux-Salines                                     | Rosières-aux-Salines       |         | 48° 35′ 38″ nord, 6° 19′ 57″ est | « PA00135413 » | Inscrit MH                                                                               | 1995        | Église Saint-Pierre de Rosières-aux-Salines                      |
| Église Saint-Pierre de Rosières-en-Haye                                         | Rosières-en-Haye           |         | 48° 47′ 34″ nord, 6° 00′ 10″ est |                |                                                                                          |             | Église Saint-Pierre de Rosières-en-Haye                          |
| Église Saint-Étienne de Rouves                                                  | Rouves                     |         | 48° 53′ 57″ nord, 6° 12′ 22″ est |                |                                                                                          |             | Église Saint-Étienne de Rouves                                   |
| Église Saint-Callixte de Roville-devant-Bayon                                   | Roville-devant-Bayon       |         | 48° 28′ 02″ nord, 6° 17′ 31″ est |                |                                                                                          |             | Église Saint-Callixte de Roville-devant-Bayon                    |
| Église Saint-Léon-IX de Royaumeix                                               | Royaumeix                  |         | 48° 46′ 43″ nord, 5° 52′ 08″ est |                |                                                                                          |             | Église Saint-Léon-IX de Royaumeix                                |
| Église Saint-Martin de Rozelieures                                              | Rozelieures                |         | 48° 27′ 02″ nord, 6° 26′ 04″ est |                |                                                                                          |             | Église Saint-Martin de Rozelieures                               |
| Église Saint-Laurent de Réchicourt-la-Petite                                    | Réchicourt-la-Petite       |         | 48° 43′ 10″ nord, 6° 34′ 57″ est |                |                                                                                          |             | Église Saint-Laurent de Réchicourt-la-Petite                     |
| Église Saint-Sylvestre de Réclonville                                           | Réclonville                |         | 48° 32′ 25″ nord, 6° 43′ 44″ est |                |                                                                                          |             | Église Saint-Sylvestre de Réclonville                            |
| Église Sainte-Geneviève de Réhon                                                | Réhon                      |         | 49° 29′ 59″ nord, 5° 45′ 23″ est | « IA00060581 » |                                                                                          |             | Église Sainte-Geneviève de Réhon                                 |
| Église Saint-Éloi de Réhon                                                      | Réhon                      |         | 49° 29′ 41″ nord, 5° 45′ 22″ est |                |                                                                                          |             | Église Saint-Éloi de Réhon                                       |
| Église de la Nativité-de-la-Vierge de Réméréville                               | Réméréville                |         | 48° 42′ 15″ nord, 6° 23′ 21″ est |                |                                                                                          |             | Église de la Nativité-de-la-Vierge de Réméréville                |
| Église Saint-Quentin de Saffais                                                 | Saffais                    |         | 48° 33′ 22″ nord, 6° 18′ 46″ est |                |                                                                                          |             | Église Saint-Quentin de Saffais                                  |
| Église Saint-Étienne de Saint-Ail                                               | Saint-Ail                  |         | 49° 10′ 54″ nord, 5° 59′ 40″ est | « IA00034940 » |                                                                                          |             | Église Saint-Étienne de Saint-Ail                                |
| Église Saint-Baussant de Saint-Baussant                                         | Saint-Baussant             |         | 48° 53′ 32″ nord, 5° 47′ 37″ est |                |                                                                                          |             | Église Saint-Baussant de Saint-Baussant                          |
| Église Saint-Hydulphe de Saint-Boingt                                           | Saint-Boingt               |         | 48° 25′ 52″ nord, 6° 26′ 14″ est |                |                                                                                          |             | Église Saint-Hydulphe de Saint-Boingt                            |
| Église Saint-Clément de Saint-Clément (Meurthe-et-Moselle)                      | Saint-Clément              |         | 48° 31′ 46″ nord, 6° 36′ 11″ est |                |                                                                                          |             | Église Saint-Clément de Saint-Clément (Meurthe-et-Moselle)       |
| Église Saint-Firmin de Saint-Firmin (Meurthe-et-Moselle)                        | Saint-Firmin               |         | 48° 25′ 10″ nord, 6° 07′ 57″ est |                |                                                                                          |             | Église Saint-Firmin de Saint-Firmin (Meurthe-et-Moselle)         |
| Église Saint-Germain de Saint-Germain (Meurthe-et-Moselle)                      | Saint-Germain              |         | 48° 25′ 49″ nord, 6° 20′ 24″ est |                |                                                                                          |             | Église Saint-Germain de Saint-Germain (Meurthe-et-Moselle)       |
| Église de la Nativité-de-Saint-Jean de Saint-Jean-lès-Longuyon                  | Saint-Jean-lès-Longuyon    |         | 49° 27′ 11″ nord, 5° 27′ 49″ est |                |                                                                                          |             | Église de la Nativité-de-Saint-Jean de Saint-Jean-lès-Longuyon   |
| Église Saint-Martin de Ham-lès-Saint-Jean                                       | Saint-Jean-lès-Longuyon    |         | 49° 27′ 04″ nord, 5° 28′ 55″ est | « IA00052692 » |                                                                                          |             | Église Saint-Martin de Ham-lès-Saint-Jean                        |
| Église Saint-Julien de Saint-Julien-lès-Gorze                                   | Saint-Julien-lès-Gorze     |         | 49° 00′ 51″ nord, 5° 54′ 02″ est | « IA00034853 » |                                                                                          |             | Église Saint-Julien de Saint-Julien-lès-Gorze                    |
| Église Saint-Marcel de Saint-Marcel (Meurthe-et-Moselle)                        | Saint-Marcel               |         | 49° 07′ 17″ nord, 5° 57′ 12″ est |                |                                                                                          |             | Église Saint-Marcel de Saint-Marcel (Meurthe-et-Moselle)         |
| Église Saint-Médard de Saint-Mard (Meurthe-et-Moselle)                          | Saint-Mard                 |         | 48° 30′ 21″ nord, 6° 18′ 17″ est |                |                                                                                          |             | Église Saint-Médard de Saint-Mard (Meurthe-et-Moselle)           |
| Église Saint-Martin de Saint-Martin (Meurthe-et-Moselle)                        | Saint-Martin               |         | 48° 34′ 06″ nord, 6° 45′ 19″ est |                |                                                                                          |             | Image manquante Téléverser                                       |
| Église Saint-Maurice de Saint-Maurice-aux-Forges                                | Saint-Maurice-aux-Forges   |         | 48° 30′ 37″ nord, 6° 50′ 49″ est |                |                                                                                          |             | Église Saint-Maurice de Saint-Maurice-aux-Forges                 |
| Église Saint-Livier de Saint-Max                                                | Saint-Max                  |         | 48° 42′ 04″ nord, 6° 12′ 28″ est |                |                                                                                          |             | Église Saint-Livier de Saint-Max                                 |
| Église Saint-Médard de Saint-Max                                                | Saint-Max                  |         | 48° 42′ 25″ nord, 6° 12′ 43″ est |                |                                                                                          |             | Église Saint-Médard de Saint-Max                                 |
| Église Saint-Michel de Saint-Max                                                | Saint-Max                  |         | 48° 42′ 17″ nord, 6° 11′ 44″ est | « IA54002612 » |                                                                                          |             | Église Saint-Michel de Saint-Max                                 |
| Basilique Saint-Nicolas de Saint-Nicolas-de-Port                                | Saint-Nicolas-de-Port      |         | 48° 37′ 54″ nord, 6° 18′ 14″ est | « PA00106362 » | Classé MH                                                                                | 1840        | Basilique Saint-Nicolas de Saint-Nicolas-de-Port                 |
| Église Saint-Pancré de Saint-Pancré                                             | Saint-Pancré               |         | 49° 31′ 43″ nord, 5° 38′ 59″ est |                |                                                                                          |             | Église Saint-Pancré de Saint-Pancré                              |
| Église Saint-Remi de Saint-Remimont                                             | Saint-Remimont             |         | 48° 29′ 56″ nord, 6° 14′ 58″ est |                |                                                                                          |             | Église Saint-Remi de Saint-Remimont                              |
| Église Saint-Remy de Saint-Rémy-aux-Bois                                        | Saint-Rémy-aux-Bois        |         | 48° 24′ 56″ nord, 6° 23′ 35″ est |                |                                                                                          |             | Église Saint-Remy de Saint-Rémy-aux-Bois                         |
| Église Saint-Nicolas de Saint-Sauveur                                           | Saint-Sauveur              |         | 48° 31′ 58″ nord, 6° 58′ 35″ est |                |                                                                                          |             | Image manquante Téléverser                                       |
| Église Saint-Sulpice de Saint-Supplet                                           | Saint-Supplet              |         | 49° 22′ 54″ nord, 5° 44′ 11″ est | « IA00035751 » |                                                                                          |             | Église Saint-Sulpice de Saint-Supplet                            |
| Église Sainte-Geneviève de Sainte-Geneviève (Meurthe-et-Moselle)                | Sainte-Geneviève           |         | 48° 52′ 14″ nord, 6° 06′ 55″ est | « PA00106359 » | Inscrit MH Abside et chœur                                                               | 1926        | Église Sainte-Geneviève de Sainte-Geneviève (Meurthe-et-Moselle) |
| Église Sainte-Pélagie de Sainte-Pôle                                            | Sainte-Pôle                |         | 48° 30′ 37″ nord, 6° 49′ 24″ est |                |                                                                                          |             | Église Sainte-Pélagie de Sainte-Pôle                             |
| Église Saint-Georges de Saizerais                                               | Saizerais                  |         | 48° 47′ 40″ nord, 6° 02′ 42″ est |                |                                                                                          |             | Église Saint-Georges de Saizerais                                |
| Église Saint-Brice de Sancy                                                     | Sancy                      |         | 49° 20′ 50″ nord, 5° 55′ 27″ est | « IA00035766 » |                                                                                          |             | Église Saint-Brice de Sancy                                      |
| Église Saint-Nicolas de Sanzey                                                  | Sanzey                     |         | 48° 46′ 15″ nord, 5° 50′ 15″ est |                |                                                                                          |             | Église Saint-Nicolas de Sanzey                                   |
| Église Saint-Sébastien de Saulnes                                               | Saulnes                    |         | 49° 31′ 54″ nord, 5° 49′ 20″ est |                |                                                                                          |             | Église Saint-Sébastien de Saulnes                                |
| Église Saint-Maurice de Saulxerotte                                             | Saulxerotte                |         | 48° 28′ 12″ nord, 5° 56′ 42″ est |                |                                                                                          |             | Église Saint-Maurice de Saulxerotte                              |
| Église Saint-Martin de Saulxures-lès-Nancy                                      | Saulxures-lès-Nancy        |         | 48° 41′ 57″ nord, 6° 15′ 18″ est |                |                                                                                          |             | Église Saint-Martin de Saulxures-lès-Nancy                       |
| Église Saint-Martin de Saulxures-lès-Vannes                                     | Saulxures-lès-Vannes       |         | 48° 31′ 39″ nord, 5° 48′ 20″ est |                |                                                                                          |             | Église Saint-Martin de Saulxures-lès-Vannes                      |
| Basilique Notre-Dame de Sion                                                    | Saxon-Sion                 |         | 48° 25′ 51″ nord, 6° 05′ 02″ est | « PA54000059 » | Inscrit MH                                                                               | 2003        | Basilique Notre-Dame de Sion                                     |
| Église Saint-Lambert de Seichamps                                               | Seichamps                  |         | 48° 42′ 51″ nord, 6° 15′ 39″ est |                |                                                                                          |             | Église Saint-Lambert de Seichamps                                |
| Église Saint-Pierre de Seicheprey                                               | Seicheprey                 |         | 48° 52′ 12″ nord, 5° 47′ 26″ est |                |                                                                                          |             | Église Saint-Pierre de Seicheprey                                |
| Église Saint-Epvre de Selaincourt                                               | Selaincourt                |         | 48° 29′ 58″ nord, 5° 58′ 04″ est |                |                                                                                          |             | Église Saint-Epvre de Selaincourt                                |
| Église Saint-Epvre de Seranville                                                | Seranville                 |         | 48° 27′ 28″ nord, 6° 31′ 01″ est |                |                                                                                          |             | Église Saint-Epvre de Seranville                                 |
| Église Sainte-Libaire de Serres                                                 | Serres                     |         | 48° 41′ 29″ nord, 6° 27′ 45″ est |                |                                                                                          |             | Église Sainte-Libaire de Serres                                  |
| Église Saint-Martin de Serrouville                                              | Serrouville                |         | 49° 23′ 57″ nord, 5° 53′ 17″ est | « IA00035783 » |                                                                                          |             | Église Saint-Martin de Serrouville                               |
| Église Saint-Mansuy de Sexey-aux-Forges                                         | Sexey-aux-Forges           |         | 48° 37′ 22″ nord, 6° 02′ 50″ est |                |                                                                                          |             | Église Saint-Mansuy de Sexey-aux-Forges                          |
| Église de la Nativité-de-la-Vierge de Sexey-les-Bois                            | Sexey-les-Bois             |         | 48° 42′ 56″ nord, 6° 01′ 15″ est |                |                                                                                          |             | Église de la Nativité-de-la-Vierge de Sexey-les-Bois             |
| Église Saint-Étienne de Sionviller                                              | Sionviller                 |         | 48° 38′ 04″ nord, 6° 31′ 53″ est |                |                                                                                          |             | Église Saint-Étienne de Sionviller                               |
| Église Saint-Nicolas de Sivry                                                   | Sivry                      |         | 48° 49′ 53″ nord, 6° 11′ 59″ est |                |                                                                                          |             | Église Saint-Nicolas de Sivry                                    |
| Église Saint-Gérard de Sommerviller                                             | Sommerviller               |         | 48° 37′ 54″ nord, 6° 22′ 33″ est |                |                                                                                          |             | Église Saint-Gérard de Sommerviller                              |
| Église Saint-Martin de Sornéville                                               | Sornéville                 |         | 48° 44′ 53″ nord, 6° 25′ 05″ est |                |                                                                                          |             | Église Saint-Martin de Sornéville                                |
| Église Saint-Maximin de Sponville                                               | Sponville                  |         | 49° 04′ 20″ nord, 5° 49′ 56″ est | « IA00034858 » |                                                                                          |             | Église Saint-Maximin de Sponville                                |
| Église de la Nativité-de-la-Vierge de Tanconville                               | Tanconville                |         | 48° 36′ 18″ nord, 6° 56′ 04″ est |                |                                                                                          |             | Image manquante Téléverser                                       |
| Église Saint-Remy de Tantonville                                                | Tantonville                |         | 48° 28′ 07″ nord, 6° 08′ 17″ est |                |                                                                                          |             | Église Saint-Remy de Tantonville                                 |
| Église de l'Assomption de Tellancourt                                           | Tellancourt                |         | 49° 30′ 27″ nord, 5° 38′ 04″ est | « IA00052701 » |                                                                                          |             | Église de l'Assomption de Tellancourt                            |
| Église de l'Assomption de Tellancourt                                           | Tellancourt                |         | 49° 30′ 27″ nord, 5° 38′ 04″ est | « IA00052701 » |                                                                                          |             | Église de l'Assomption de Tellancourt                            |
| Église Saint-Remy de Thiaucourt                                                 | Thiaucourt-Regniéville     |         | 48° 57′ 15″ nord, 5° 51′ 55″ est |                |                                                                                          |             | Église Saint-Remy de Thiaucourt                                  |
| Église Saint-Joseph de Thiaville-sur-Meurthe                                    | Thiaville-sur-Meurthe      |         | 48° 24′ 46″ nord, 6° 48′ 28″ est |                |                                                                                          |             | Église Saint-Joseph de Thiaville-sur-Meurthe                     |
| Église de l'Assomption de Thil                                                  | Thil                       |         | 49° 28′ 18″ nord, 5° 54′ 16″ est |                |                                                                                          |             | Église de l'Assomption de Thil                                   |
| Église Saint-Epvre de Thiébauménil                                              | Thiébauménil               |         | 48° 34′ 48″ nord, 6° 37′ 19″ est |                |                                                                                          |             | Église Saint-Epvre de Thiébauménil                               |
| Église Saint-Laurent de Thorey-Lyautey                                          | Thorey-Lyautey             |         | 48° 26′ 36″ nord, 6° 01′ 45″ est | « IA54001076 » |                                                                                          |             | Image manquante Téléverser                                       |
| Église Saint-Martin de Thuilley-aux-Groseilles                                  | Thuilley-aux-Groseilles    |         | 48° 34′ 25″ nord, 5° 58′ 20″ est |                |                                                                                          |             | Église Saint-Martin de Thuilley-aux-Groseilles                   |
| Église de l'Assomption de Thumeréville                                          | Thumeréville               |         | 49° 12′ 02″ nord, 5° 47′ 50″ est | « IA00035222 » |                                                                                          |             | Église de l'Assomption de Thumeréville                           |
| Église Saints-Pierre-et-Epvre de Thélod                                         | Thélod                     |         | 48° 32′ 47″ nord, 6° 02′ 49″ est | « IA54001219 » |                                                                                          |             | Église Saints-Pierre-et-Epvre de Thélod                          |
| Église Saint-Michel de Thézey-Saint-Martin                                      | Thézey-Saint-Martin        |         | 48° 54′ 02″ nord, 6° 17′ 51″ est |                |                                                                                          |             | Église Saint-Michel de Thézey-Saint-Martin                       |
| Église Saint-Remy de Tiercelet                                                  | Tiercelet                  |         | 49° 27′ 44″ nord, 5° 53′ 02″ est | « IA00048910 » |                                                                                          |             | Église Saint-Remy de Tiercelet                                   |
| Église Saint-Pierre de Tomblaine                                                | Tomblaine                  |         | 48° 41′ 10″ nord, 6° 12′ 39″ est |                |                                                                                          |             | Église Saint-Pierre de Tomblaine                                 |
| Église Saint-Laurent de Tonnoy                                                  | Tonnoy                     |         | 48° 33′ 04″ nord, 6° 15′ 22″ est |                |                                                                                          |             | Église Saint-Laurent de Tonnoy                                   |
| Cathédrale Saint-Étienne de Toul                                                | Toul                       |         | 48° 40′ 31″ nord, 5° 53′ 40″ est | « PA00106374 » | Classé MH                                                                                | 1840        | Cathédrale Saint-Étienne de Toul                                 |
| Collégiale Saint-Gengoult de Toul                                               | Toul                       |         | 48° 40′ 30″ nord, 5° 53′ 23″ est | « PA00106375 » | Classé MH                                                                                | 1862        | Collégiale Saint-Gengoult de Toul                                |
| Église Saint-Evre de Toul                                                       | Toul                       |         | 48° 40′ 12″ nord, 5° 52′ 58″ est |                |                                                                                          |             | Église Saint-Evre de Toul                                        |
| Église Saint-Mansuy de Toul                                                     | Toul                       |         | 48° 40′ 57″ nord, 5° 53′ 40″ est |                |                                                                                          |             | Image manquante Téléverser                                       |
| Église Saint-Paul de la Croix-de-Metz                                           | Toul                       |         | 48° 41′ 24″ nord, 5° 53′ 53″ est |                |                                                                                          |             | Église Saint-Paul de la Croix-de-Metz                            |
| Église Saint-Remy de Tramont-Lassus                                             | Tramont-Lassus             |         | 48° 23′ 48″ nord, 5° 57′ 38″ est |                |                                                                                          |             | Église Saint-Remy de Tramont-Lassus                              |
| Église Saint-André de Tramont-Saint-André                                       | Tramont-Saint-André        |         | 48° 24′ 25″ nord, 5° 55′ 33″ est |                |                                                                                          |             | Église Saint-André de Tramont-Saint-André                        |
| Église Saint-Remy de Tramont-Émy                                                | Tramont-Émy                |         | 48° 24′ 24″ nord, 5° 56′ 50″ est |                |                                                                                          |             | Église Saint-Remy de Tramont-Émy                                 |
| Église Saint-Epvre de Tremblecourt                                              | Tremblecourt               |         | 48° 48′ 20″ nord, 5° 56′ 26″ est |                |                                                                                          |             | Église Saint-Epvre de Tremblecourt                               |
| Église Saint-Martin de Trieux                                                   | Trieux                     |         | 49° 19′ 30″ nord, 5° 56′ 12″ est | « IA00035799 » |                                                                                          |             | Église Saint-Martin de Trieux                                    |
| Église Saint-Elophe de Trondes                                                  | Trondes                    |         | 48° 42′ 55″ nord, 5° 46′ 23″ est |                |                                                                                          |             | Image manquante Téléverser                                       |
| Église Saint-Epvre de Tronville                                                 | Tronville                  |         | 49° 05′ 04″ nord, 5° 55′ 09″ est | « IA00034863 » |                                                                                          |             | Église Saint-Epvre de Tronville                                  |
| Église Sainte-Barbe de Cité d'Anderny-Chevillon                                 | Tucquegnieux               |         | 49° 19′ 12″ nord, 5° 54′ 51″ est |                |                                                                                          |             | Église Sainte-Barbe de Cité d'Anderny-Chevillon                  |
| Église Notre-Dame-de-l'Assomption de Tucquegnieux                               | Tucquegnieux               |         | 49° 17′ 53″ nord, 5° 52′ 57″ est | « IA00035809 » |                                                                                          |             | Église Notre-Dame-de-l'Assomption de Tucquegnieux                |
| Église Saint-Georges d'Ugny                                                     | Ugny                       |         | 49° 28′ 14″ nord, 5° 41′ 53″ est | « IA00052707 » |                                                                                          |             | Église Saint-Georges d'Ugny                                      |
| Église Saint-Martin d'Uruffe                                                    | Uruffe                     |         | 48° 34′ 06″ nord, 5° 44′ 37″ est |                |                                                                                          |             | Image manquante Téléverser                                       |
| Église Saint-Étienne de Vacqueville                                             | Vacqueville                |         | 48° 28′ 51″ nord, 6° 48′ 56″ est |                |                                                                                          |             | Église Saint-Étienne de Vacqueville                              |
| Église Saint-Gengoult de Briey                                                  | Val de Briey               |         | 49° 14′ 57″ nord, 5° 56′ 17″ est | « PA00106004 » | Classé MH                                                                                | 1987        | Église Saint-Gengoult de Briey                                   |
| Église Saint-Laurent de Val-et-Châtillon                                        | Val-et-Châtillon           |         | 48° 33′ 24″ nord, 6° 58′ 01″ est |                |                                                                                          |             | Église Saint-Laurent de Val-et-Châtillon                         |
| Église Sainte-Madeleine de Valhey                                               | Valhey                     |         | 48° 40′ 48″ nord, 6° 29′ 30″ est |                |                                                                                          |             | Église Sainte-Madeleine de Valhey                                |
| Église Saint-Urbain de Valleroy                                                 | Valleroy                   |         | 49° 13′ 08″ nord, 5° 55′ 19″ est | « IA00034949 » |                                                                                          |             | Église Saint-Urbain de Valleroy                                  |
| Église Saint-Léonard de Vallois                                                 | Vallois                    |         | 48° 27′ 48″ nord, 6° 32′ 54″ est |                |                                                                                          |             | Église Saint-Léonard de Vallois                                  |
| Église Saint-Pierre de Vandelainville                                           | Vandelainville             |         | 49° 01′ 00″ nord, 5° 58′ 30″ est | « PA00106424 » | Inscrit MH Le clocher                                                                    | 1981        | Église Saint-Pierre de Vandelainville                            |
| Église Saint-Léger de Vandeléville                                              | Vandeléville               |         | 48° 25′ 38″ nord, 5° 59′ 38″ est |                |                                                                                          |             | Église Saint-Léger de Vandeléville                               |
| Église Saint-Géréon de Vandières                                                | Vandières                  |         | 48° 57′ 36″ nord, 6° 01′ 33″ est |                |                                                                                          |             | Église Saint-Géréon de Vandières                                 |
| Église Saint-François-d'Assise de Vandœuvre-lès-Nancy                           | Vandœuvre-lès-Nancy        |         | 48° 40′ 01″ nord, 6° 11′ 23″ est | « PA54000076 » | Inscrit MH                                                                               | 2012        | Église Saint-François-d'Assise de Vandœuvre-lès-Nancy            |
| Église Sainte-Bernadette de Vandœuvre-lès-Nancy                                 | Vandœuvre-lès-Nancy        |         | 48° 39′ 49″ nord, 6° 10′ 04″ est |                |                                                                                          |             | Église Sainte-Bernadette de Vandœuvre-lès-Nancy                  |
| Église Saint-Melaine de Vandœuvre-lès-Nancy                                     | Vandœuvre-lès-Nancy        |         | 48° 39′ 18″ nord, 6° 10′ 02″ est |                |                                                                                          |             | Église Saint-Melaine de Vandœuvre-lès-Nancy                      |
| Église Saint-Martin de Vannes-le-Châtel                                         | Vannes-le-Châtel           |         | 48° 32′ 49″ nord, 5° 46′ 48″ est |                |                                                                                          |             | Église Saint-Martin de Vannes-le-Châtel                          |
| Église Saint-Gorgon de Varangéville                                             | Varangéville               |         | 48° 37′ 59″ nord, 6° 18′ 55″ est | « PA00106426 » | Classé MH                                                                                | 1907        | Église Saint-Gorgon de Varangéville                              |
| Église prieurale de Varangéville                                                | Varangéville               |         | 48° 37′ 59″ nord, 6° 18′ 53″ est | « PA00106427 » | Classé MH                                                                                | 1987        | Église prieurale de Varangéville                                 |
| Église Saint-Jean-Baptiste de Vathiménil                                        | Vathiménil                 |         | 48° 30′ 30″ nord, 6° 37′ 23″ est | « IA54002117 » |                                                                                          |             | Église Saint-Jean-Baptiste de Vathiménil                         |
| Église Saint-Étienne de Vaucourt                                                | Vaucourt                   |         | 48° 40′ 09″ nord, 6° 41′ 32″ est |                |                                                                                          |             | Église Saint-Étienne de Vaucourt                                 |
| Église Saint-Martin de Vaudeville                                               | Vaudeville                 |         | 48° 27′ 30″ nord, 6° 11′ 56″ est |                |                                                                                          |             | Église Saint-Martin de Vaudeville                                |
| Église Saint-Martin de Vaudigny                                                 | Vaudigny                   |         | 48° 26′ 19″ nord, 6° 12′ 00″ est |                |                                                                                          |             | Église Saint-Martin de Vaudigny                                  |
| Église Saint-Gengoult de Vaudémont                                              | Vaudémont                  |         | 48° 25′ 04″ nord, 6° 03′ 22″ est | « IA54001275 » |                                                                                          |             | Église Saint-Gengoult de Vaudémont                               |
| Église Saint-Mansuy de Vaxainville                                              | Vaxainville                |         | 48° 30′ 55″ nord, 6° 45′ 13″ est |                |                                                                                          |             | Église Saint-Mansuy de Vaxainville                               |
| Église Sainte-Madeleine de Velaine-en-Haye                                      | Velaine-en-Haye            |         | 48° 42′ 12″ nord, 6° 01′ 16″ est |                |                                                                                          |             | Église Sainte-Madeleine de Velaine-en-Haye                       |
| Église Saint-Martin de Velaine-sous-Amance                                      | Velaine-sous-Amance        |         | 48° 42′ 47″ nord, 6° 19′ 20″ est |                |                                                                                          |             | Église Saint-Martin de Velaine-sous-Amance                       |
| Église Sainte-Catherine de Velle-sur-Moselle                                    | Velle-sur-Moselle          |         | 48° 31′ 47″ nord, 6° 16′ 37″ est |                |                                                                                          |             | Église Sainte-Catherine de Velle-sur-Moselle                     |
| Église de la Nativité-de-la-Vierge de Vennezey                                  | Vennezey                   |         | 48° 26′ 44″ nord, 6° 27′ 57″ est |                |                                                                                          |             | Église de la Nativité-de-la-Vierge de Vennezey                   |
| Église Saint-Étienne de Verdenal                                                | Verdenal                   |         | 48° 35′ 01″ nord, 6° 48′ 47″ est |                |                                                                                          |             | Église Saint-Étienne de Verdenal                                 |
| Église Saint-Blaise de Vigneulles                                               | Vigneulles                 |         | 48° 33′ 40″ nord, 6° 19′ 49″ est |                |                                                                                          |             | Église Saint-Blaise de Vigneulles                                |
| Église Saint-Martin de Vilcey-sur-Trey                                          | Vilcey-sur-Trey            |         | 48° 56′ 01″ nord, 5° 58′ 25″ est |                |                                                                                          |             | Église Saint-Martin de Vilcey-sur-Trey                           |
| Abbatiale Sainte-Marie-au-Bois de Vilcey-sur-Trey                               | Vilcey-sur-Trey            |         | 48° 57′ 21″ nord, 5° 57′ 46″ est |                |                                                                                          |             | Abbatiale Sainte-Marie-au-Bois de Vilcey-sur-Trey                |
| Église Saint-Martin de Villacourt                                               | Villacourt                 |         | 48° 27′ 24″ nord, 6° 20′ 56″ est |                |                                                                                          |             | Église Saint-Martin de Villacourt                                |
| Église Saint-Denys de Ville-Houdlémont                                          | Ville-Houdlémont           |         | 49° 32′ 07″ nord, 5° 39′ 16″ est | « IA00060595 » |                                                                                          |             | Église Saint-Denys de Ville-Houdlémont                           |
| Église de l'Exaltation-de-la-Sainte-Croix de Ville-au-Montois                   | Ville-au-Montois           |         | 49° 24′ 42″ nord, 5° 46′ 49″ est | « IA00048919 » |                                                                                          |             | Église de l'Exaltation-de-la-Sainte-Croix de Ville-au-Montois    |
| Église Saint-Pierre-aux-Liens de Ville-au-Val                                   | Ville-au-Val               |         | 48° 50′ 52″ nord, 6° 07′ 19″ est |                |                                                                                          |             | Église Saint-Pierre-aux-Liens de Ville-au-Val                    |
| Église Saint-Quirin de Ville-en-Vermois                                         | Ville-en-Vermois           |         | 48° 36′ 53″ nord, 6° 15′ 13″ est |                |                                                                                          |             | Image manquante Téléverser                                       |
| Église Saint-Gorgon de Ville-sur-Yron                                           | Ville-sur-Yron             |         | 49° 07′ 05″ nord, 5° 51′ 56″ est | « IA00035207 » |                                                                                          |             | Église Saint-Gorgon de Ville-sur-Yron                            |
| Église Saint-Georges de Villecey-sur-Mad                                        | Villecey-sur-Mad           |         | 49° 00′ 21″ nord, 5° 57′ 35″ est | « IA00034871 » |                                                                                          |             | Église Saint-Georges de Villecey-sur-Mad                         |
| Église Saint-Mansuy de Villers-en-Haye                                          | Villers-en-Haye            |         | 48° 49′ 40″ nord, 6° 00′ 40″ est |                |                                                                                          |             | Image manquante Téléverser                                       |
| Église Saint-Michel de Villers-la-Chèvre                                        | Villers-la-Chèvre          |         | 49° 30′ 09″ nord, 5° 41′ 46″ est |                |                                                                                          |             | Église Saint-Michel de Villers-la-Chèvre                         |
| Église Saint-Sylvestre de Villers-la-Montagne                                   | Villers-la-Montagne        |         | 49° 28′ 15″ nord, 5° 49′ 05″ est | « PA00106450 » | Inscrit MH Murs et voûtes de l'ancien chœur et de l'ossuaire                             | 1991        | Église Saint-Sylvestre de Villers-la-Montagne                    |
| Église Saint-Denys de Villers-le-Rond                                           | Villers-le-Rond            |         | 49° 27′ 51″ nord, 5° 29′ 22″ est |                |                                                                                          |             | Église Saint-Denys de Villers-le-Rond                            |
| Église Saint-Fiacre de Villers-lès-Moivrons                                     | Villers-lès-Moivrons       |         | 48° 48′ 50″ nord, 6° 15′ 01″ est |                |                                                                                          |             | Église Saint-Fiacre de Villers-lès-Moivrons                      |
| Église Sainte-Thérèse-de-l'enfant-Jésus de Villers-lès-Nancy                    | Villers-lès-Nancy          |         | 48° 40′ 29″ nord, 6° 09′ 44″ est |                |                                                                                          |             | Église Sainte-Thérèse-de-l'enfant-Jésus de Villers-lès-Nancy     |
| Église Saint-Bernard de Clairlieu                                               | Villers-lès-Nancy          |         | 48° 39′ 27″ nord, 6° 07′ 02″ est |                |                                                                                          |             | Église Saint-Bernard de Clairlieu                                |
| Église Saint-Fiacre de Villers-lès-Nancy                                        | Villers-lès-Nancy          |         | 48° 40′ 08″ nord, 6° 08′ 43″ est |                |                                                                                          |             | Église Saint-Fiacre de Villers-lès-Nancy                         |
| Église Saint-Blaise de Villers-sous-Prény                                       | Villers-sous-Prény         |         | 48° 56′ 31″ nord, 6° 00′ 06″ est |                |                                                                                          |             | Église Saint-Blaise de Villers-sous-Prény                        |
| Église de la Nativité-de-la-Vierge de Villerupt                                 | Villerupt                  |         | 49° 28′ 13″ nord, 5° 55′ 49″ est | « IA00048960 » |                                                                                          |             | Église de la Nativité-de-la-Vierge de Villerupt                  |
| Église Saint-Symphorien de Villette                                             | Villette                   |         | 49° 28′ 28″ nord, 5° 32′ 49″ est | « IA00052718 » |                                                                                          |             | Église Saint-Symphorien de Villette                              |
| Église Saint-Martin de Villey-Saint-Étienne                                     | Villey-Saint-Étienne       |         | 48° 43′ 53″ nord, 5° 58′ 40″ est |                |                                                                                          |             | Église Saint-Martin de Villey-Saint-Étienne                      |
| Église de la Nativité-de-la-Vierge de Villey-le-Sec                             | Villey-le-Sec              |         | 48° 39′ 34″ nord, 5° 58′ 39″ est |                |                                                                                          |             | Église de la Nativité-de-la-Vierge de Villey-le-Sec              |
| Église Saint-Servan de Virecourt                                                | Virecourt                  |         | 48° 27′ 42″ nord, 6° 19′ 13″ est |                |                                                                                          |             | Église Saint-Servan de Virecourt                                 |
| Église de Tous-les-Saints de Viterne                                            | Viterne                    |         | 48° 35′ 14″ nord, 6° 01′ 58″ est | « IA54001061 » |                                                                                          |             | Église de Tous-les-Saints de Viterne                             |
| Église de la Nativité-de-la-Sainte-Vierge de Vitrey                             | Vitrey                     |         | 48° 29′ 14″ nord, 6° 02′ 44″ est | « IA54001140 » |                                                                                          |             | Église de la Nativité-de-la-Sainte-Vierge de Vitrey              |
| Église Saint-Jean-Baptiste de Vitrimont                                         | Vitrimont                  |         | 48° 36′ 00″ nord, 6° 26′ 19″ est | « PA54000009 » | Inscrit MH Eglise, sauf la tour et les deux travées qui la flanquent                     | 1997        | Église Saint-Jean-Baptiste de Vitrimont                          |
| Église Notre-Dame-de-l'Assomption de Vittonville                                | Vittonville                |         | 48° 57′ 58″ nord, 6° 03′ 26″ est |                |                                                                                          |             | Église Notre-Dame-de-l'Assomption de Vittonville                 |
| Église Saint-Martin de Viviers-sur-Chiers                                       | Viviers-sur-Chiers         |         | 49° 28′ 16″ nord, 5° 38′ 02″ est | « IA00052721 » |                                                                                          |             | Église Saint-Martin de Viviers-sur-Chiers                        |
| Église Saint-Airy de Viéville-en-Haye                                           | Viéville-en-Haye           |         | 48° 56′ 33″ nord, 5° 55′ 34″ est |                |                                                                                          |             | Église Saint-Airy de Viéville-en-Haye                            |
| Église Saint-Étienne de Voinémont                                               | Voinémont                  |         | 48° 31′ 14″ nord, 6° 09′ 46″ est | « PA00106447 » | Inscrit MH                                                                               | 1990        | Église Saint-Étienne de Voinémont                                |
| Église de la Nativité-de-la-Vierge de Vroncourt                                 | Vroncourt                  |         | 48° 27′ 54″ nord, 6° 04′ 53″ est | « IA54001080 » |                                                                                          |             | Image manquante Téléverser                                       |
| Église Saint-André de Vého                                                      | Vého                       |         | 48° 35′ 48″ nord, 6° 42′ 42″ est |                |                                                                                          |             | Église Saint-André de Vého                                       |
| Église Saints-Côme-et-Damien de Vézelise                                        | Vézelise                   |         | 48° 29′ 11″ nord, 6° 05′ 14″ est | « PA00106430 » | Classé MH                                                                                | 1907        | Église Saints-Côme-et-Damien de Vézelise                         |
| Église Saint-Hubert de Waville                                                  | Waville                    |         | 49° 00′ 37″ nord, 5° 57′ 01″ est | « PA00106438 » | Classé MH                                                                                | 1921        | Église Saint-Hubert de Waville                                   |
| Église Saint-Clément de Xammes                                                  | Xammes                     |         | 48° 58′ 30″ nord, 5° 51′ 21″ est | « PA00106439 » | Classé MH                                                                                | 1921        | Église Saint-Clément de Xammes                                   |
| Église Saint-Mansuy de Xermaménil                                               | Xermaménil                 |         | 48° 32′ 00″ nord, 6° 27′ 41″ est |                |                                                                                          |             | Église Saint-Mansuy de Xermaménil                                |
| Église Saint-Remy de Xeuilley                                                   | Xeuilley                   |         | 48° 33′ 49″ nord, 6° 05′ 10″ est | « IA54001225 » |                                                                                          |             | Église Saint-Remy de Xeuilley                                    |
| Église de la Nativité-de-la-Vierge de Xirocourt                                 | Xirocourt                  |         | 48° 25′ 47″ nord, 6° 10′ 11″ est |                |                                                                                          |             | Église de la Nativité-de-la-Vierge de Xirocourt                  |
| Église Saint-Symphorien de Xivry-Circourt                                       | Xivry-Circourt             |         | 49° 21′ 17″ nord, 5° 45′ 35″ est | « IA00035818 » |                                                                                          |             | Église Saint-Symphorien de Xivry-Circourt                        |
| Église Saint-Luc de Xonville                                                    | Xonville                   |         | 49° 03′ 18″ nord, 5° 50′ 58″ est | « IA00034881 » |                                                                                          |             | Église Saint-Luc de Xonville                                     |
| Église Saints-Pierre-et-Paul de Xousse                                          | Xousse                     |         | 48° 39′ 28″ nord, 6° 42′ 40″ est |                |                                                                                          |             | Église Saints-Pierre-et-Paul de Xousse                           |
| Église Saint-Christophe de Xures                                                | Xures                      |         | 48° 41′ 22″ nord, 6° 39′ 27″ est |                |                                                                                          |             | Église Saint-Christophe de Xures                                 |
| Église Notre-Dame d'Écrouves                                                    | Écrouves                   |         | 48° 40′ 55″ nord, 5° 50′ 25″ est | « PA00106025 » | Classé MH                                                                                | 1883        | Église Notre-Dame d'Écrouves                                     |
| Église de la Nativité-de-la-Vierge de Grandménil                                | Écrouves                   |         | 48° 40′ 49″ nord, 5° 49′ 34″ est |                |                                                                                          |             | Image manquante Téléverser                                       |
| Église Sainte-Jeanne-d'Arc d'Écrouves                                           | Écrouves                   |         | 48° 40′ 47″ nord, 5° 51′ 53″ est |                |                                                                                          |             | Église Sainte-Jeanne-d'Arc d'Écrouves                            |
| Église Saint-Denys d'Épiez-sur-Chiers                                           | Épiez-sur-Chiers           |         | 49° 29′ 31″ nord, 5° 30′ 19″ est |                |                                                                                          |             | Église Saint-Denys d'Épiez-sur-Chiers                            |
| Église Saint-Christophe d'Éply                                                  | Éply                       |         | 48° 55′ 07″ nord, 6° 10′ 48″ est |                |                                                                                          |             | Église Saint-Christophe d'Éply                                   |
| Église Sainte-Anne d'Étreval                                                    | Étreval                    |         | 48° 27′ 20″ nord, 6° 03′ 12″ est | « IA54001044 » |                                                                                          |             | Église Sainte-Anne d'Étreval                                     |

## Culteorthodoxe
| Église                                             | Commune           | Adresse | Coordonnées                      | Notice | Protection | Date | Illustration                                       |
| -------------------------------------------------- | ----------------- | ------- | -------------------------------- | ------ | ---------- | ---- | -------------------------------------------------- |
| Église orthodoxe Saint-Nicolas de Nancy            | Nancy             |         | 48° 40′ 45″ nord, 6° 11′ 22″ est |        |            |      | Église orthodoxe Saint-Nicolas de Nancy            |
| Chapelle orthodoxe des Gaules de Villers-lès-Nancy | Villers-lès-Nancy |         | 48° 39′ 59″ nord, 6° 09′ 04″ est |        |            |      | Chapelle orthodoxe des Gaules de Villers-lès-Nancy |

## Culteprotestant
| Église                         | Commune   | Adresse | Coordonnées                      | Notice         | Protection | Date | Illustration                   |
| ------------------------------ | --------- | ------- | -------------------------------- | -------------- | ---------- | ---- | ------------------------------ |
| Temple protestant de Lunéville | Lunéville |         | 48° 35′ 20″ nord, 6° 30′ 02″ est |                |            |      | Temple protestant de Lunéville |
| Temple protestant de Nancy     | Nancy     |         | 48° 41′ 24″ nord, 6° 10′ 40″ est | « PA00106320 » | Classé MH  | 1919 | Temple protestant de Nancy     |